# 栄本町線
栄本町線（さかえほんちょうせん）は、神奈川県横浜市における都市計画道路（3・1・7号）。神奈川区青木町（栄町との境界付近）を起点として西区のみなとみらい地区を通り、中区本町までを結ぶ延長約2.7kmの広域幹線道路である。みなとみらい地区内では本線の別称として「みなとみらい大通り」とも呼ばれている。

## 路線データ
- 起点：神奈川県横浜市神奈川区青木町・栄町境界付近（栄町交差点付近）
- 終点：神奈川県横浜市中区本町（本町四丁目交差点付近）
- 路線ルート：Google マップ

## 本線・沿線の特徴
本線は横浜市の臨海部（インナーハーバー）において重要な拠点であるポートサイド地区、みなとみらい地区、北仲通地区という3つの再開発地区を結ぶ広域幹線道路となっている。以下では各地区ごとに本線および沿線施設等について解説する。

### 起点・ポートサイド地区〜みなとみらい大橋

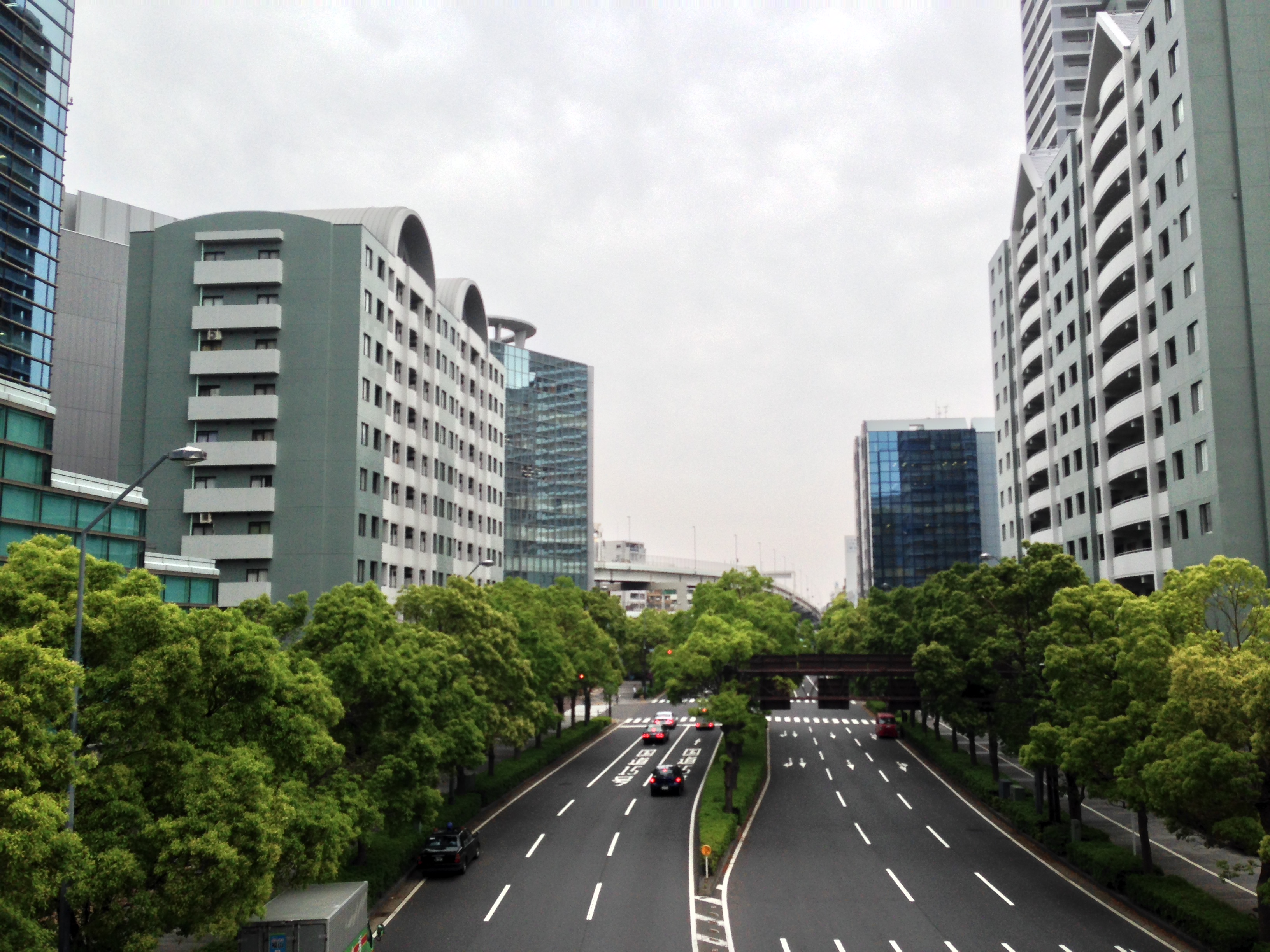
本線起点方面（ポートサイド地区内、歩行者デッキ「スカイウェイ」より撮影）

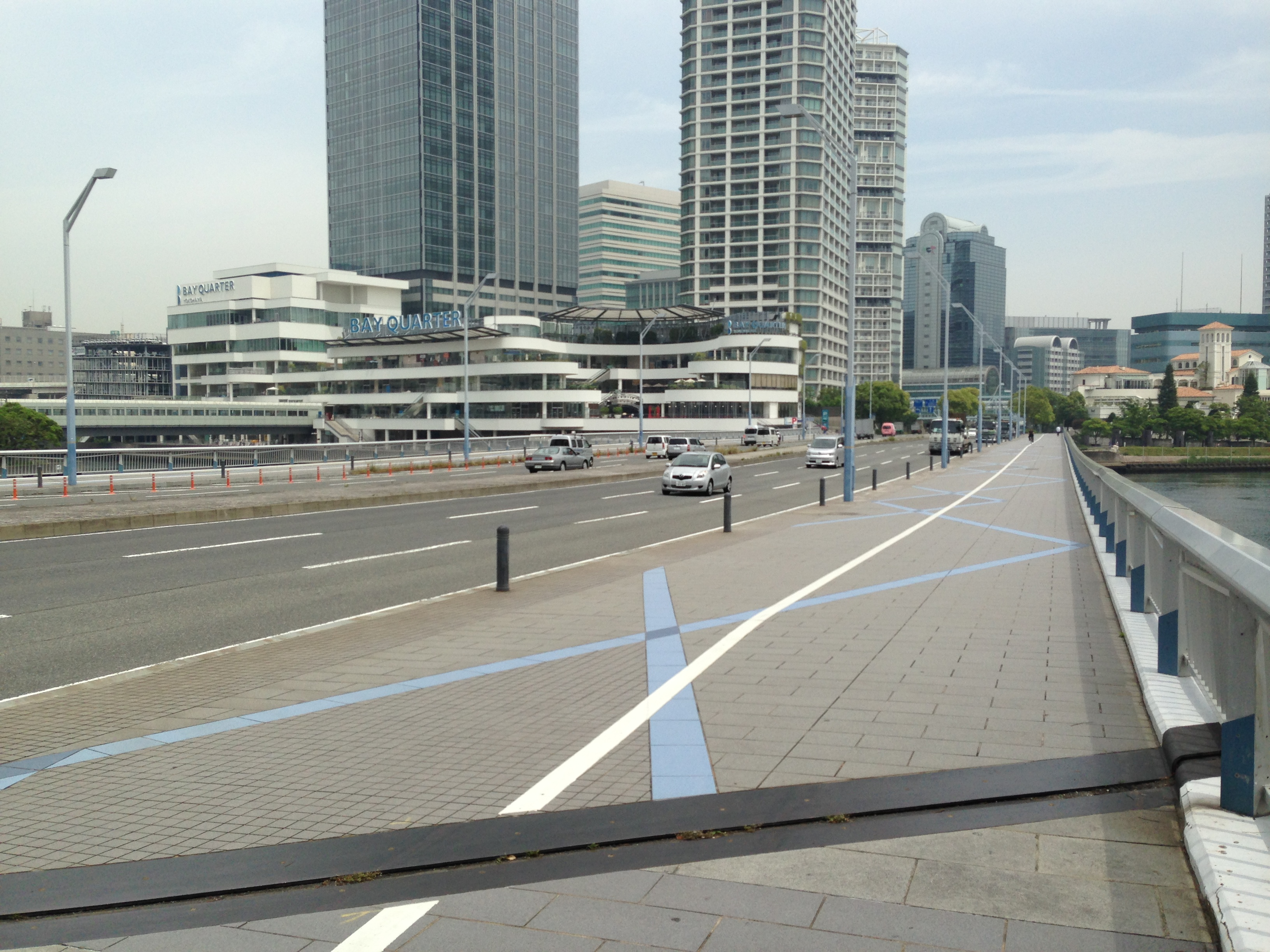
みなとみらい大橋上歩道（ポートサイド地区方面、白いラインより左側は自転車レーン）（※2014年5月撮影）

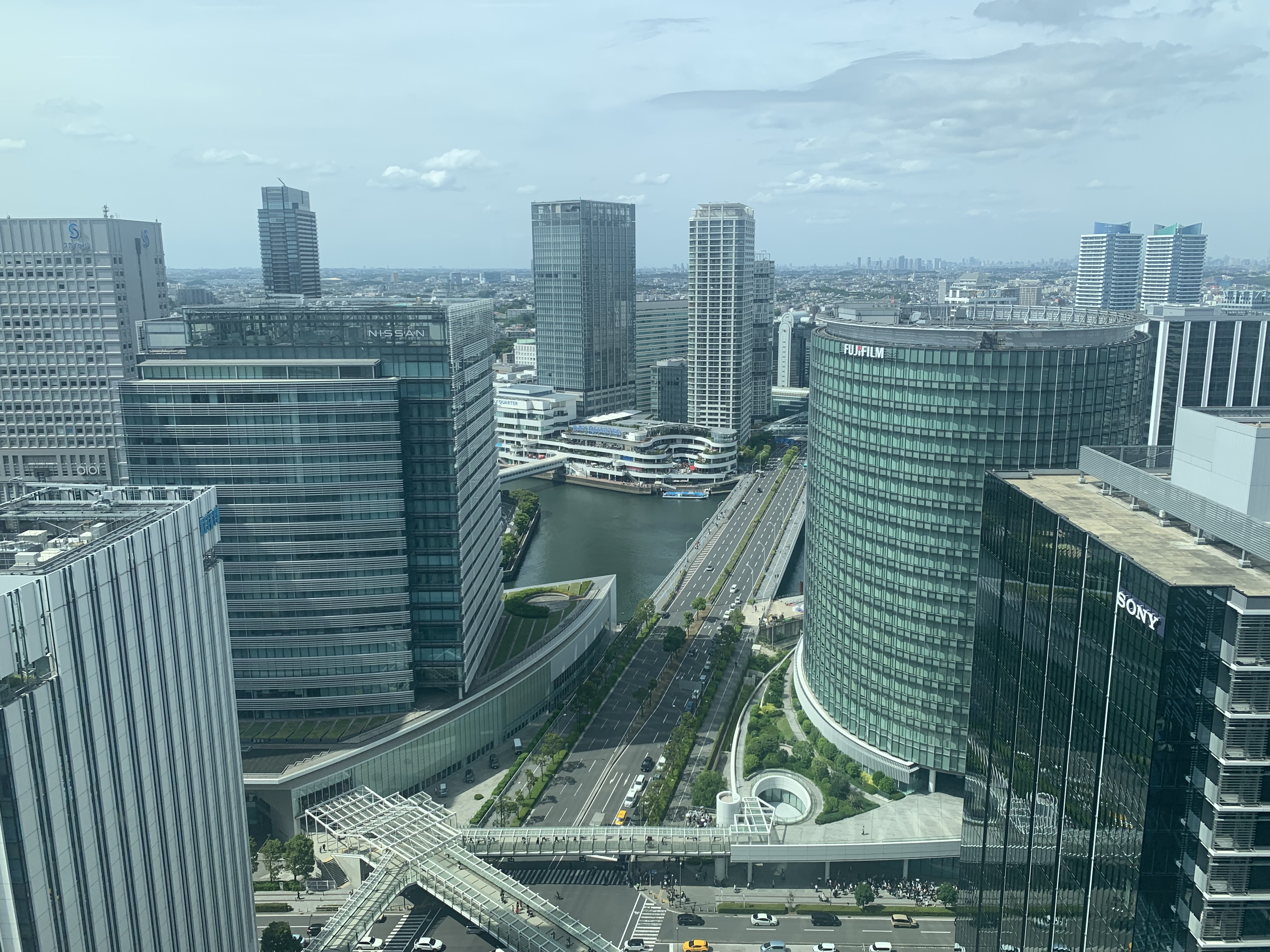
横浜シンフォステージのウエストタワー24階より起点方面を撮影

本線の起点は神奈川区青木町と栄町の境界に当たる「栄町交差点」付近で、ここでは国道15号と接続している。また、この地点は横浜駅の北東側において首都高横羽線と河川に囲まれた再開発地区であるポートサイド地区の北端にも当たる。同地区は本線の都市計画決定（1985年）を契機として、1990年頃より開発を開始している。
「ポートサイド中央交差点」では、同地区のコミュニティ道路として計画された「ギャラリーロード」（都市計画道路3・3・52号「栄千若線」として再整備・延伸予定）と接しており、同交差点の上部には横浜ベイクォーターと同地区の各施設方面を接続する歩行者デッキの「スカイウェイ」が本線を越えて架設されている。
同地区南端より帷子川下流・港湾部を渡ってみなとみらい地区方面へアクセスする本線の橋梁として、みなとみらい大橋が1997年7月に開通している。なお、同橋の中央付近より横浜駅東口出島地区方面（横浜そごうや横浜スカイビルがある区域）に分岐する「栄本町線支線1号」の計画もある（詳細は後述）。また、同橋のみなとみらい地区側では音楽アリーナ「Kアリーナ横浜」まで接続する歩行者デッキ「高島水際線デッキ」が整備されている。
沿線施設
本線は以下の建物・施設の前を通過している。 
※（ ）内はポートサイド地区における街区表記
- 栄光ビル
- 横浜ポートサイドビル (E-3)
- 神奈川トヨタ myXビル (E-4)
- ヨコハマポートサイド・ロア (E-2)
- ヨコハマポートサイドレイナ/横浜クリエーションスクエア (E-1)
- パークタワー横濱ポートサイド (B-2)
- ソフトバンク横浜国際通信センター (C-2)
- アート・グレイス・ポートサイド・ヴィラ (C-1)
- ナビューレ横浜タワーレジデンス/横浜ベイクォーター (A-3)

沿線構造物
本線上には以下の横断歩道橋および歩行者デッキ（ペデストリアンデッキ）、橋梁が架かっている。
- 横断歩道橋「栄町グリーンウォーク」（本線起点近く）[8]
- 歩行者デッキ「スカイウェイ」（ポートサイド中央交差点の上部）
- みなとみらい大橋（ポートサイド地区〜みなとみらい地区間）
  - 歩行者デッキ「高島水際線デッキ」（Kアリーナ横浜方面へ接続）

ギャラリー

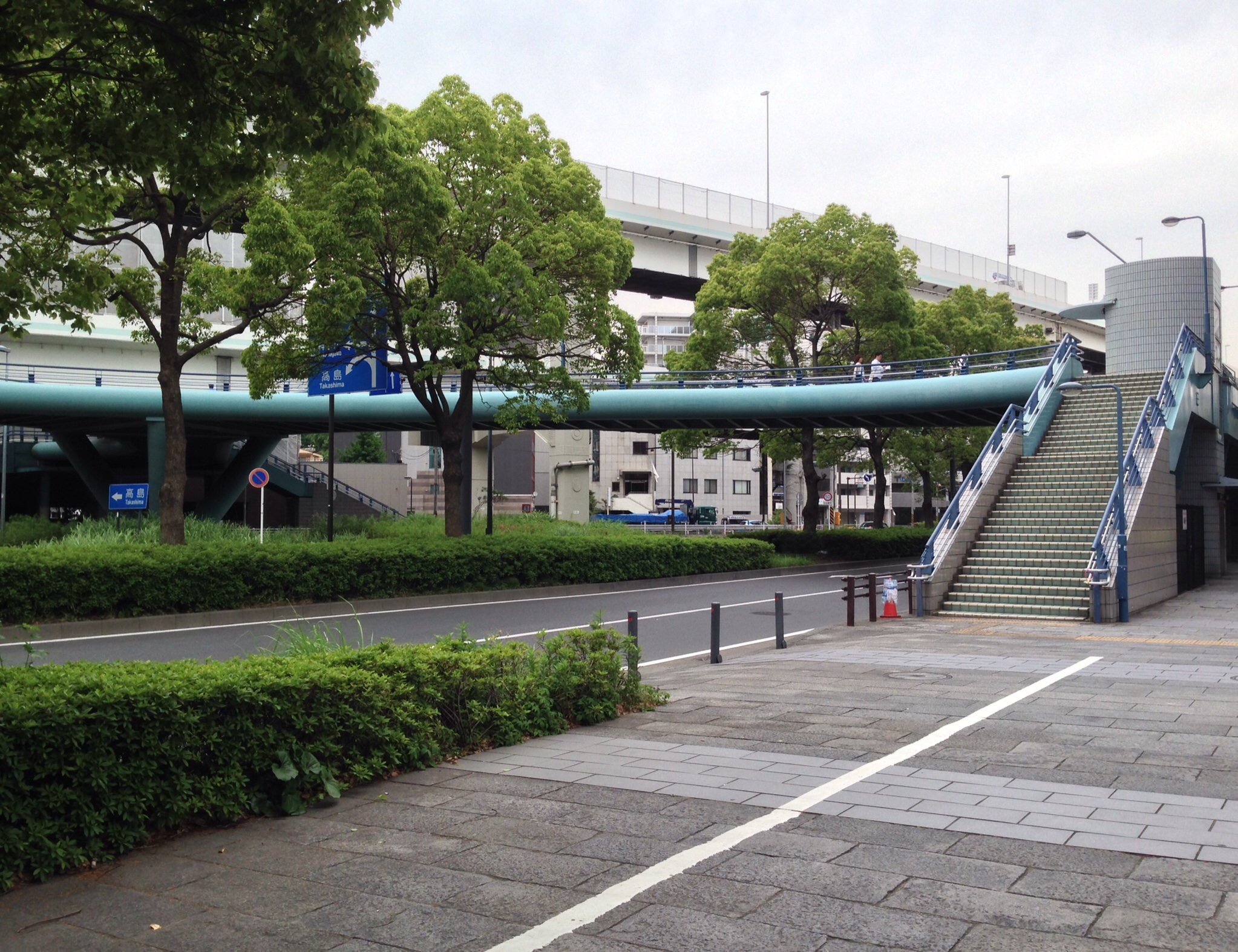
横断歩道橋「栄町グリーンウォーク」
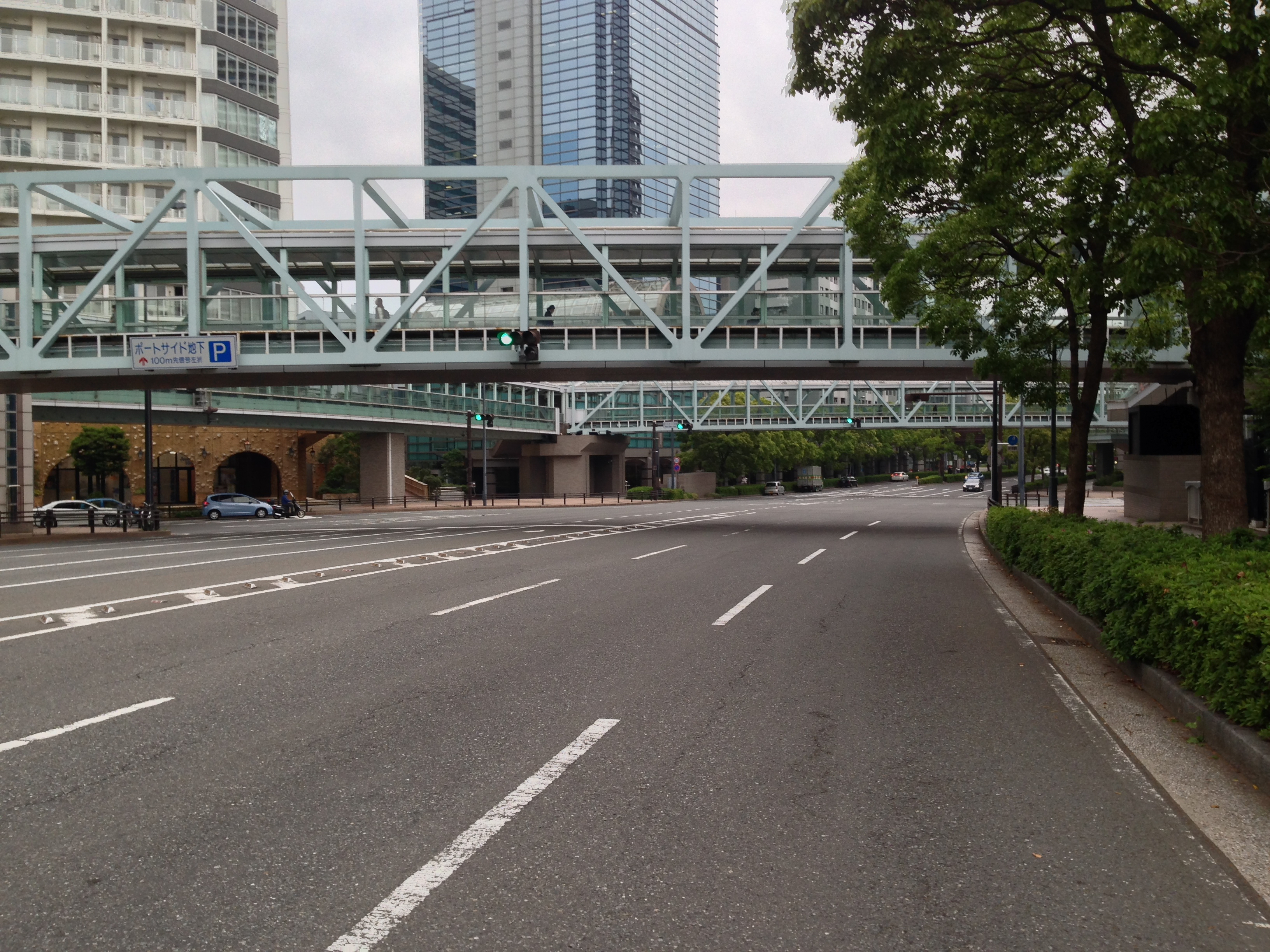
歩行者デッキ「スカイウェイ」
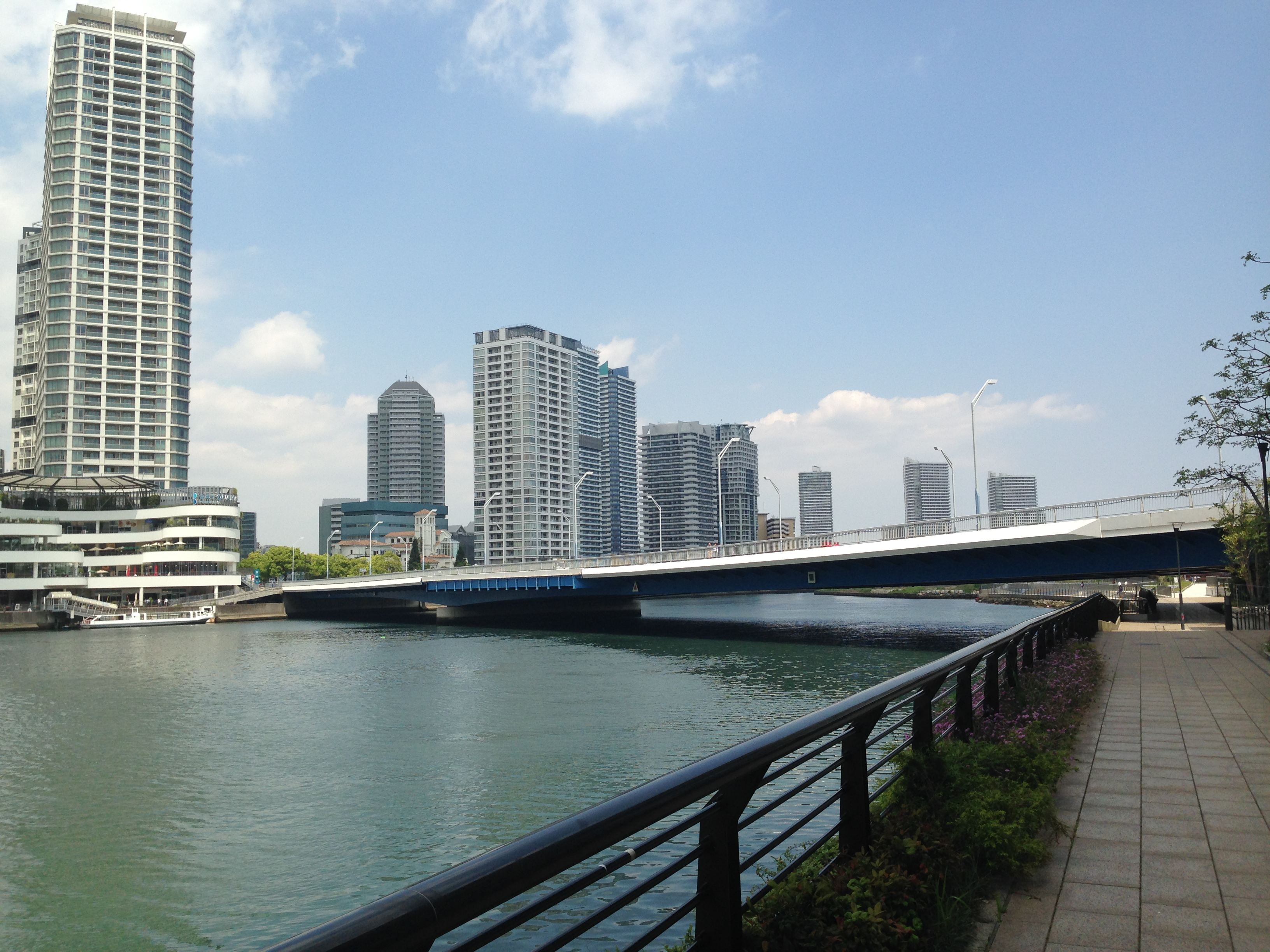
みなとみらい大橋（※2014年5月撮影）

### みなとみらい地区（みなとみらい大通り）〜北仲橋

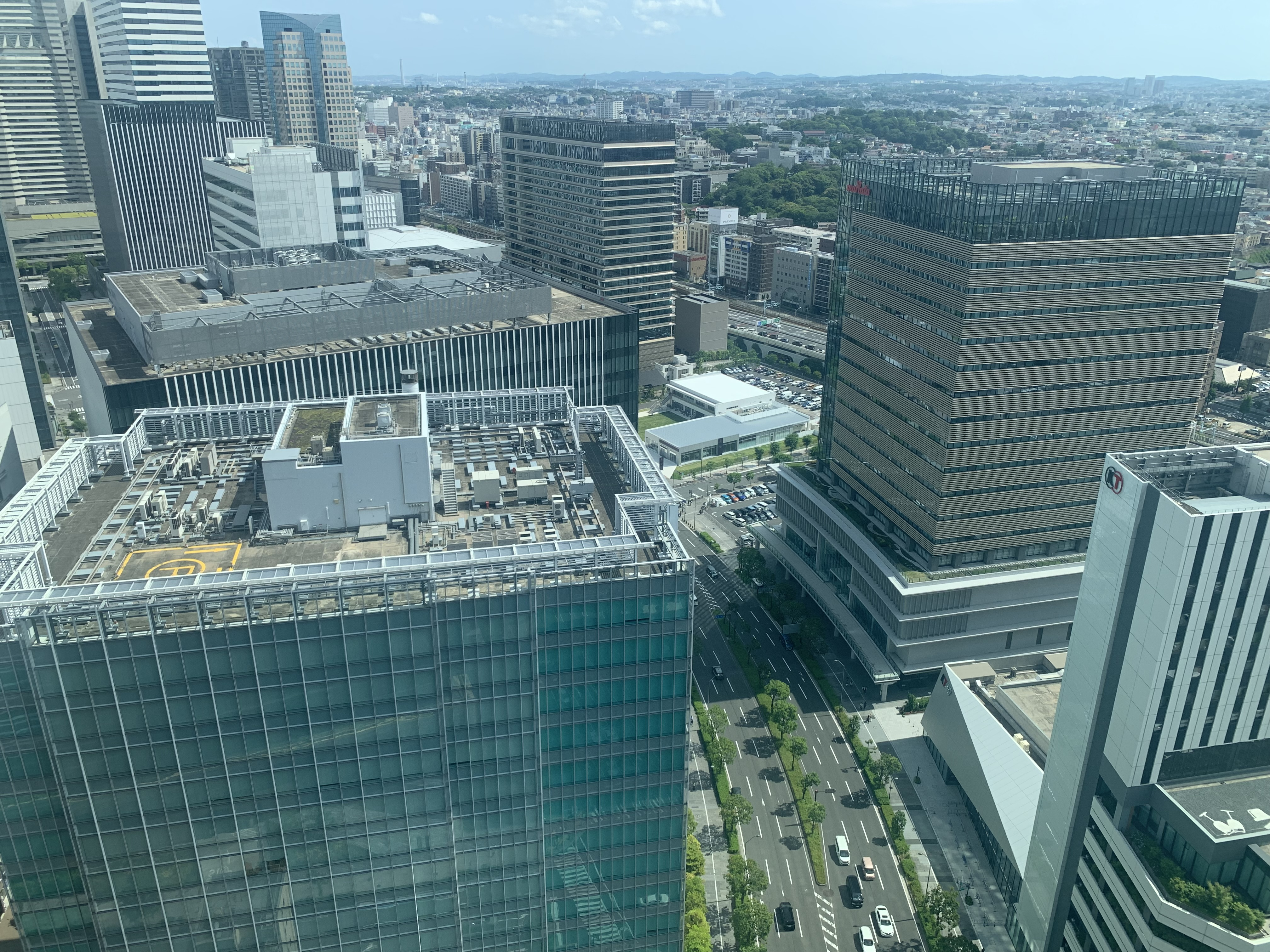
横浜シンフォステージのウエストタワー24階より終点方面を撮影

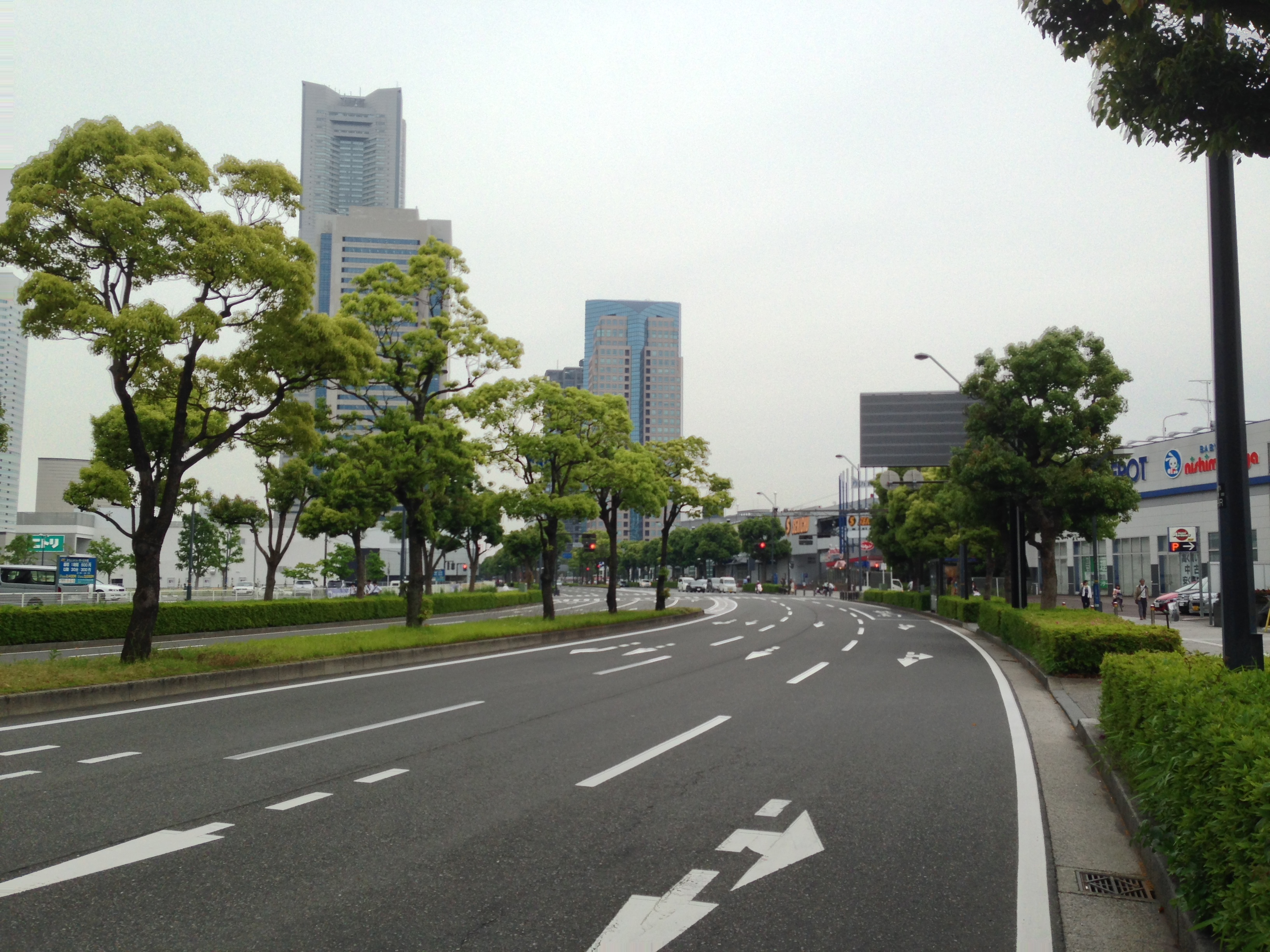
旧スーパーオートバックス（47街区、2016年閉鎖）付近（※2014年5月撮影）

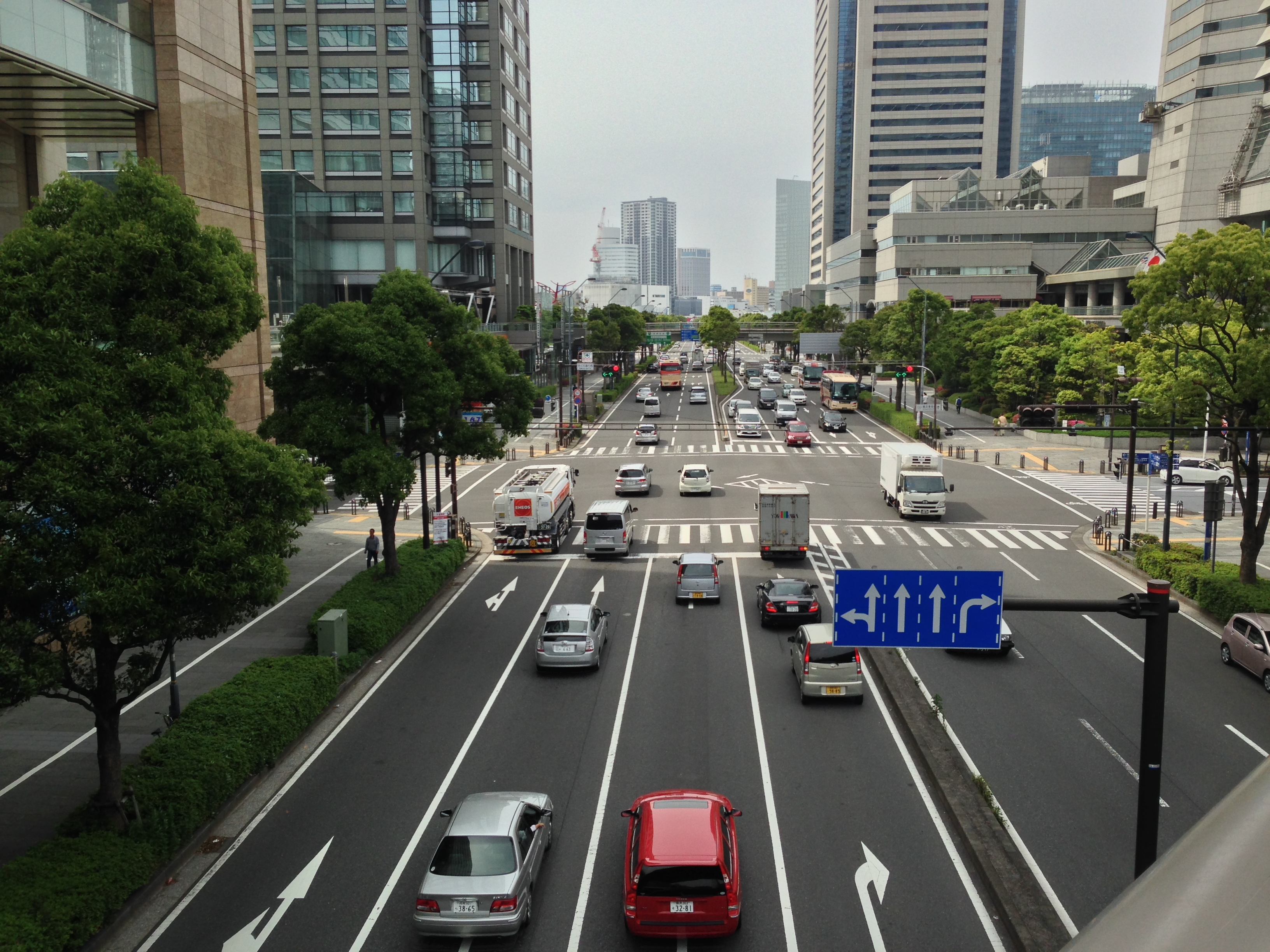
動く歩道よりランドマークタワー方面を撮影（※2014年5月撮影）

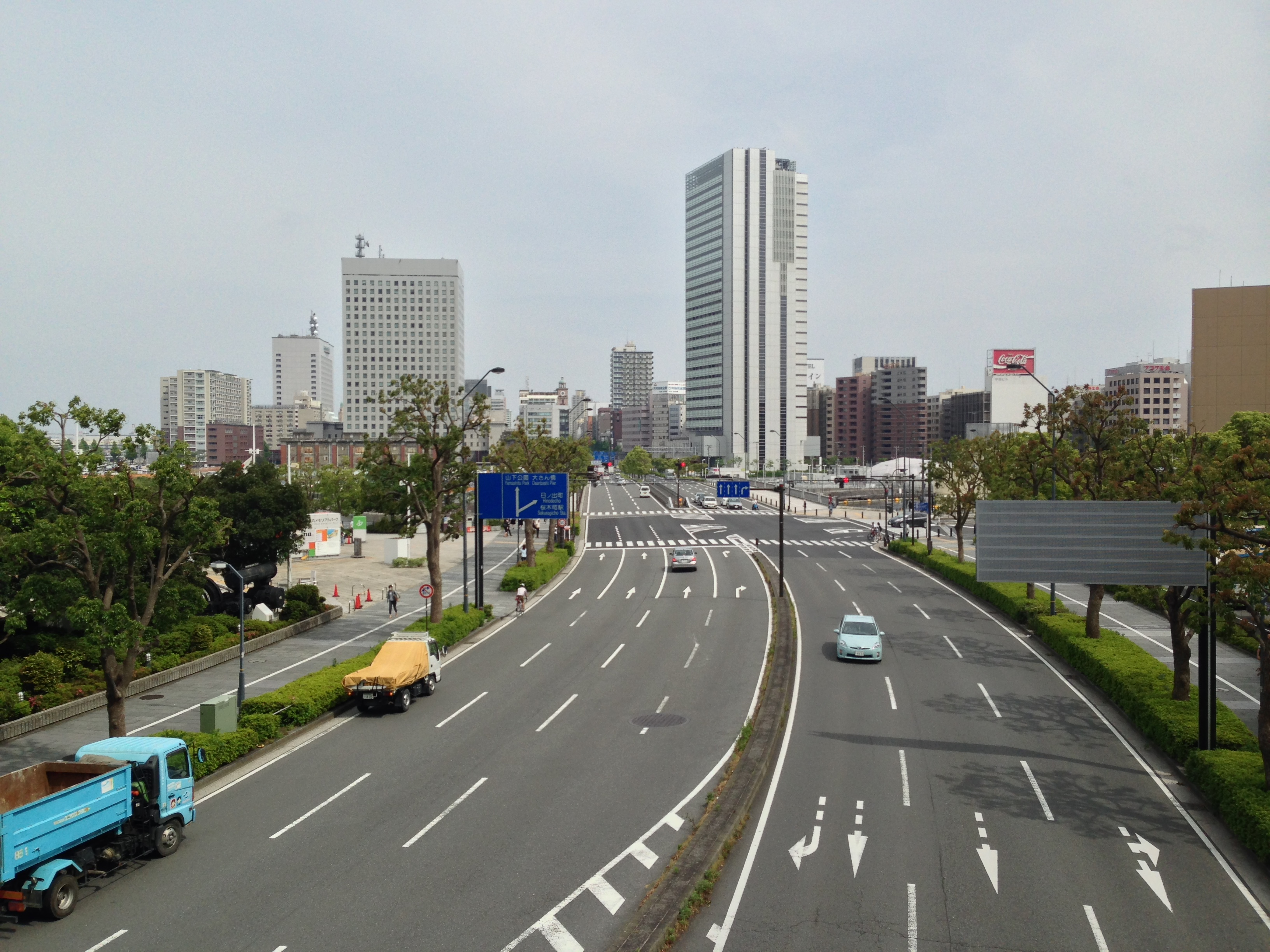
動く歩道より北仲橋方面を撮影（※2014年5月撮影）

みなとみらい地区内では本線の別称として「みなとみらい大通り」とも呼ばれており、同地区では横浜国際平和会議場（パシフィコ横浜）前や新港埠頭を通る国際大通り（臨港幹線道路の一部）と共に主要幹線道路を構成している。またこの二つの大通りを結ぶ幹線道路として、とちのき通り・すずかけ通り・いちょう通り・けやき通り・さくら通りが交差するように造られている。
みなとみらい大橋を渡ってすぐの「とちのき通り西交差点」の上部には、日産自動車グローバル本社から分岐して富士フイルムビジネスイノベーション横浜みなとみらい事業所（R&Dスクエア）方面と54街区（清水建設が賃貸オフィスビル「横浜グランゲート」を開発）・新高島駅方面、さらに京急グループ本社（56-1街区）方面の三方にアクセスする歩行者デッキの「みなとみらい歩道橋」が架かっている。ここから南下して、みなとみらい地区内の本線沿い西側にはスーパーオートバックスやアルカエフなど暫定商業施設・店舗が多く存在していたが、2010年代後半に入り新規恒久施設の開発などが次々に決まっている。
JR桜木町駅付近を通過すると、同地区南東端より大岡川を渡って北仲通地区方面へアクセスする本線の橋梁として、北仲橋が1997年7月（みなとみらい大橋と同月）に一部開通している。この時点で完成していたのは橋梁の南側半分（当時は往復2車線）のみであったが、その後に北側も完成し2002年4月に現在の往復6車線道路として北仲橋より北仲通六丁目までの約170mが全面開通に至った。なお同橋の架設以前には、北仲通地区にかつてあった横浜生糸検査所までの専用線（引き込み線）を通すために大岡橋梁が架かっていた（1994年に撤去、詳細は「北仲橋#大岡橋梁」を参照）。
沿線施設
本線は以下の建物・施設の前を通過している。 
※（ ）内はみなとみらい地区における街区表記
- 富士フイルムビジネスイノベーション横浜みなとみらい事業所（65街区）
- 日産自動車グローバル本社（66街区）
- 横浜高速鉄道みなとみらい線新高島駅
- 横浜グランゲート（54街区）
- 横浜シンフォステージ [18][注 3]（53街区）
- 京急グループ本社/資生堂グローバルイノベーションセンター（56街区）
- LG YOKOHAMA INNOVATION CENTER [注 4]（55街区）
- 横浜ブルーアベニュー/横浜野村ビル（46街区）
- KTビル〈コーエーテクモゲームス本社/横浜 東急REIホテル/KT Zepp Yokohama [注 5]〉/村田製作所みなとみらいイノベーションセンター（47街区 ※一部空地あり）
- 神奈川大学みなとみらいキャンパス/PRYME GALLERY みなとみらい（43街区 ※一部暫定施設あり）
- LIVINGTOWN みなとみらい [注 6]/みなとみらい44街区ビル〈ウェスティンホテル横浜/The Apartment Bay YOKOHAMA [注 7]〉（44街区 ※一部暫定施設あり）
- 横浜コネクトスクエア [注 8]/KDX横浜みなとみらいタワー [注 9]（37街区）
- ぴあアリーナMM/首都高速道路神奈川局（38街区 ※一部空地あり）
- 横浜ランドマークタワー（25街区）
- 横浜銀行本店ビル/日石横浜ビル（30街区）
- 県民共済プラザビル（29街区）
- 日本丸メモリアルパーク（23街区）

沿線構造物
本線上には以下の歩行者デッキ（ペデストリアンデッキ）、橋梁が架かっている。
- 歩行者デッキ「みなとみらい歩道橋」（とちのき通り西交差点の上部）[9]
- 動く歩道（JR桜木町駅前広場〜横浜ランドマークタワー）
- 北仲橋（みなとみらい地区〜北仲通地区間）

ギャラリー

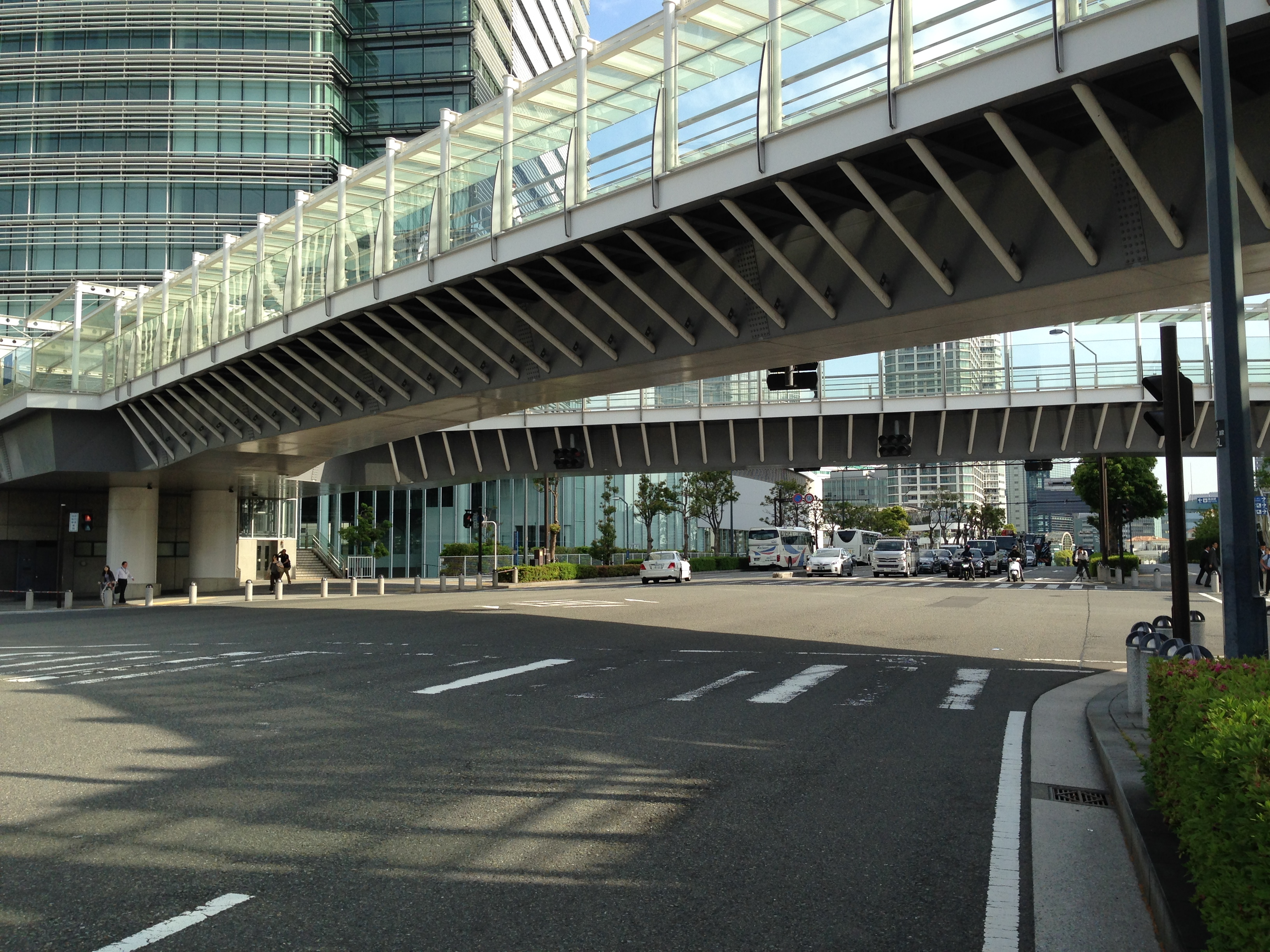
歩行者デッキ「みなとみらい歩道橋」（※2014年5月撮影）
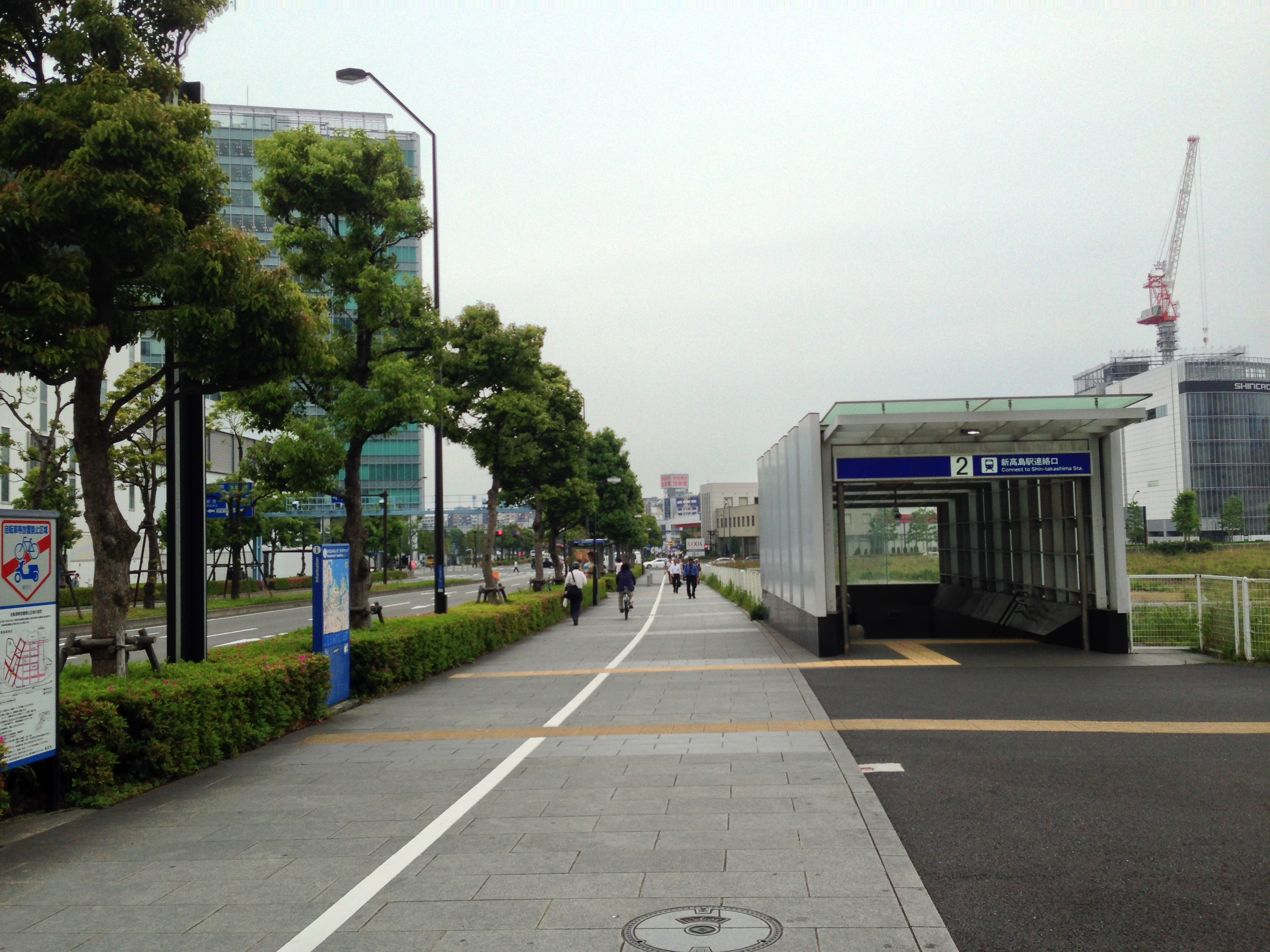
本線歩道にある新高島駅の出入口（※2014年5月撮影）
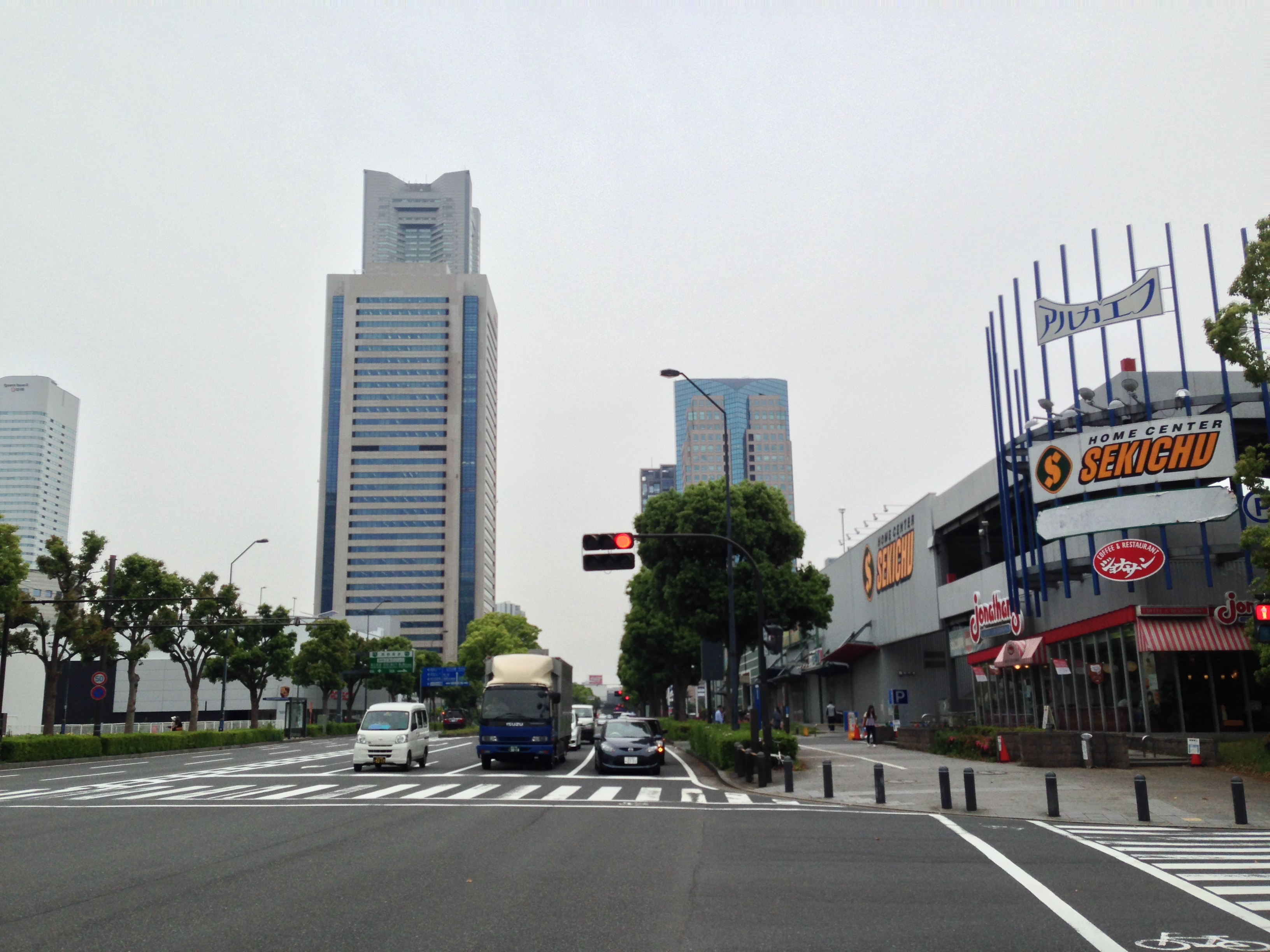
本線沿いの西側には2014年時点でアルカエフなど暫定商業施設・店舗が多く存在していた（※2014年5月撮影）
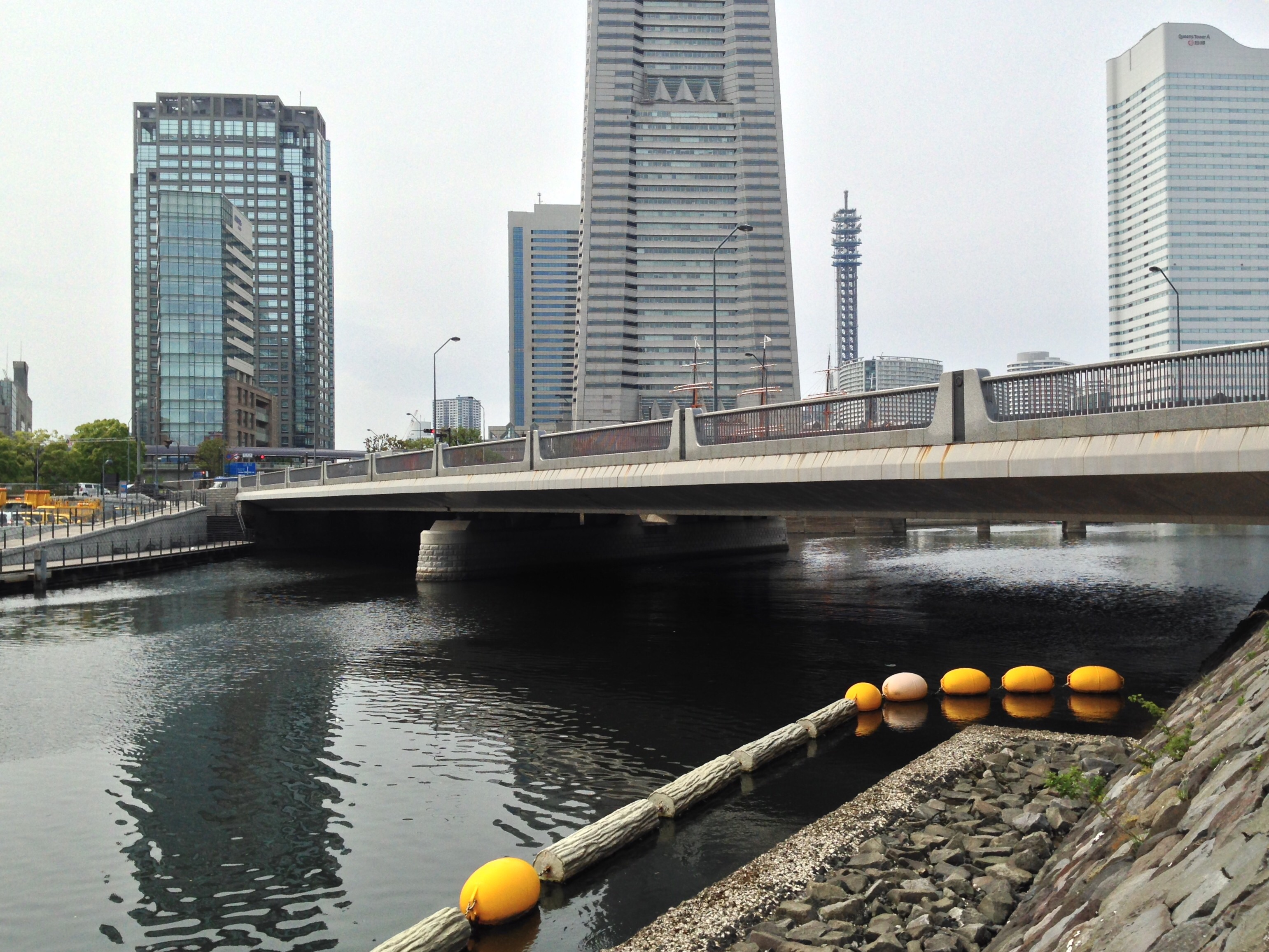
大岡川に架かる北仲橋（※2014年5月撮影）
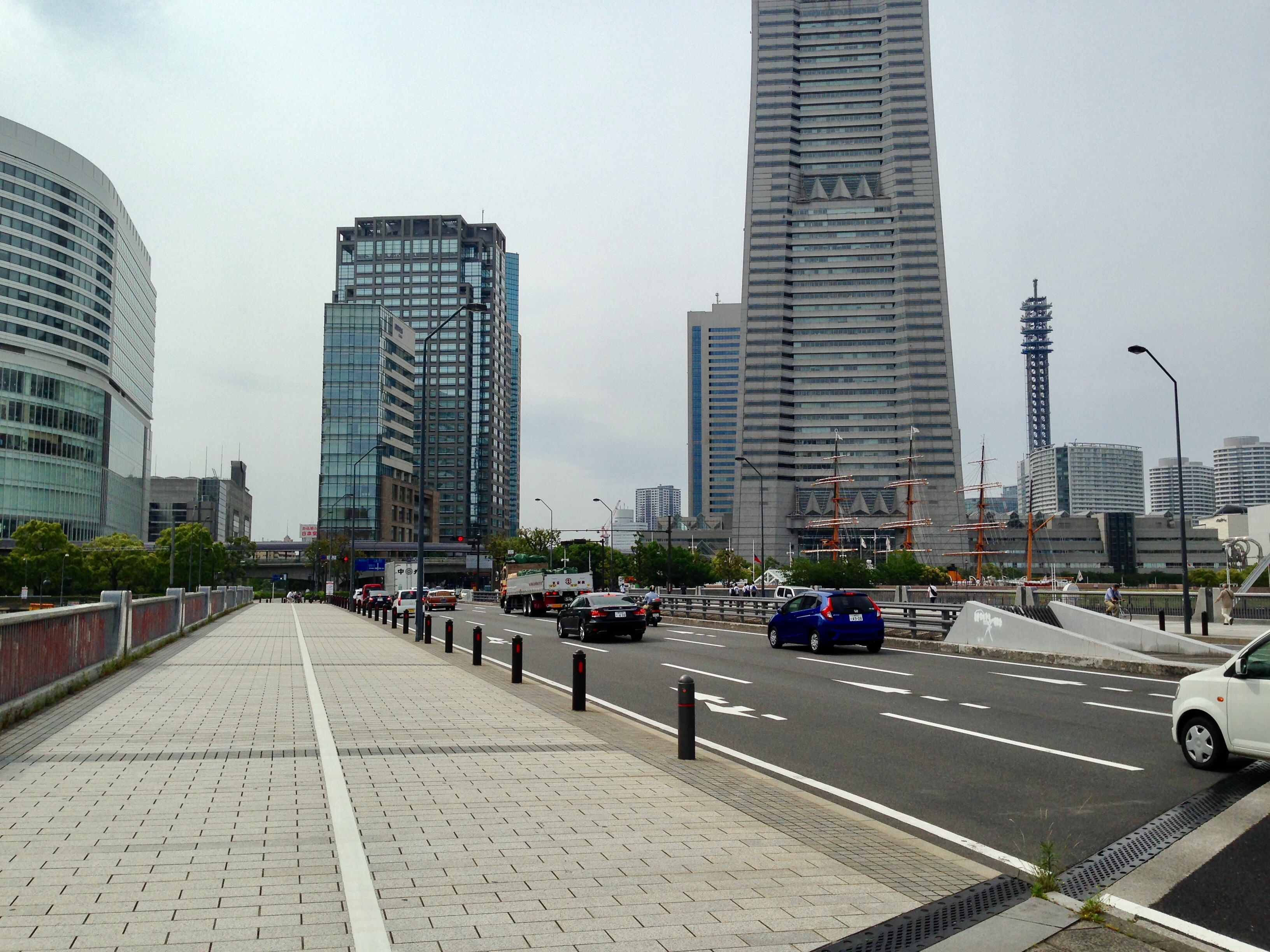
北仲橋上歩道（みなとみらい地区方面）（※2014年5月撮影）
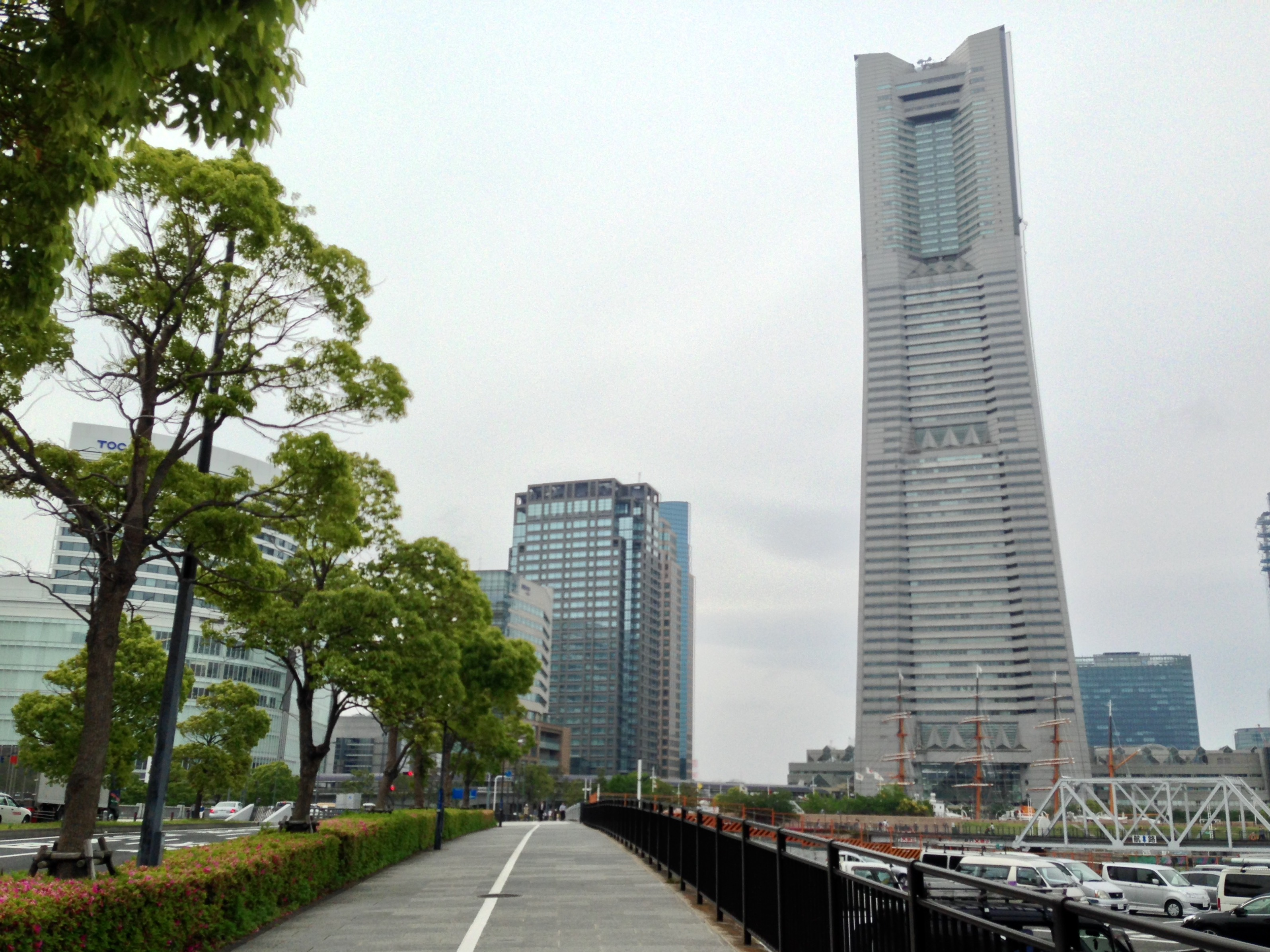
北仲橋を渡った先よりみなとみらい地区方面を見る（※2014年5月撮影）

### 終点・北仲通地区（本町通り）

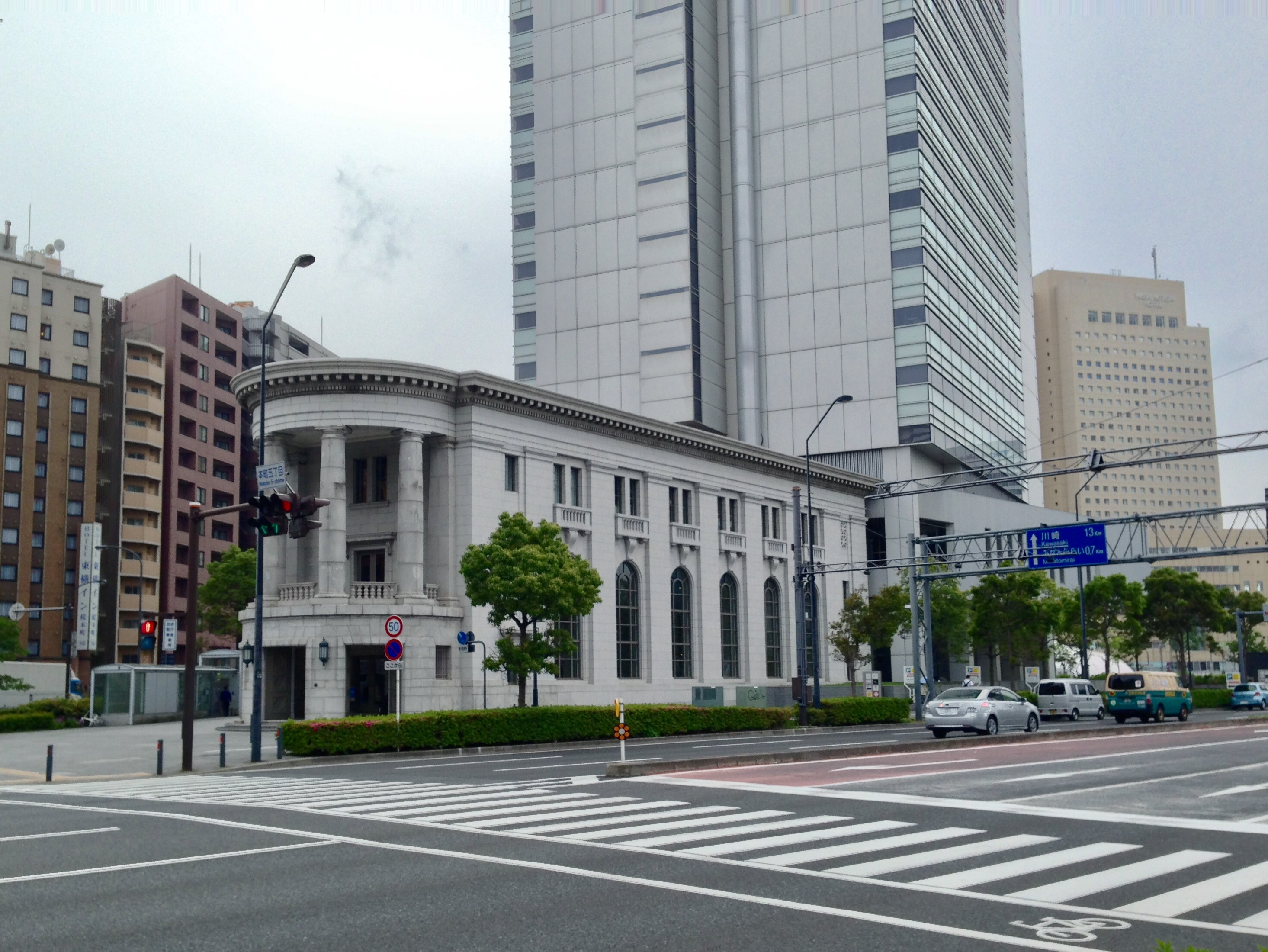
本町五丁目交差点（正面の建物は横浜アイランドタワー低層部の旧第一銀行横浜支店、左手より本町通りが合流）（※2014年5月撮影）

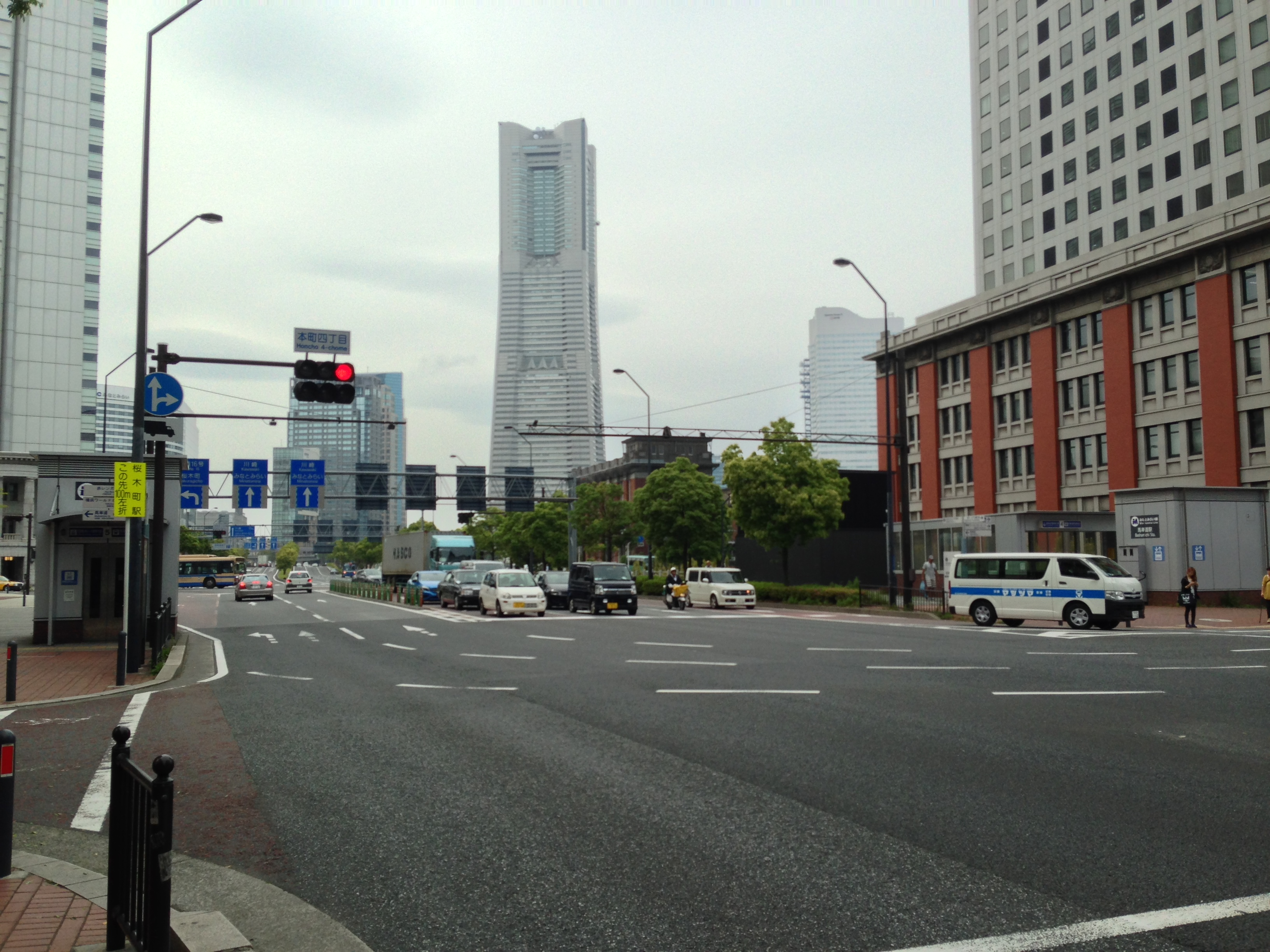
本線終点となる本町四丁目交差点（奥に見える道路が本線）（※2014年5月撮影）

北仲橋を渡ると「本町五丁目交差点」にて、JR桜木町駅の南東側（桜木町一丁目交差点）から伸びている本町通り（国道133号、あるいは都市計画道路3・3・1号「本町線」にも該当）と合流し、そこから100m程直進した所にある「本町四丁目交差点」付近で終点となる。この交差点では本線から直進方向に本町通りが続いており、垂直方向には万国橋通りおよび馬車道が接続している。
北仲橋〜終点までの区間における本線の整備が2002年に完了すると、その周囲では北仲通地区（本線を境に北地区と南地区に分けられている）として以下の再開発事業が進められている。
北仲通地区再開発事業
本線を挟んで北側の区域は北仲通北地区と呼ばれており、都市型集合住宅「ザ・タワー横浜北仲」やホテル、低層部の商業・文化施設などからなる200m級の超高層複合ビル（ビルを含む複合施設名：YOKOHAMA KITANAKA KNOT〈横浜北仲ノット〉/事業者：三井不動産レジデンシャル・丸紅）を中心とした大規模なエリア再開発事業が計画されている。当地にはかつて横浜生糸検査所や帝蚕倉庫などの古い建物が複数あったが、前述の再開発計画に伴い、現在では歴史的建造物として残すことが決まっている旧・帝蚕倉庫事務所（通称：北仲BRICK）と横浜第二合同庁舎として改装・復元された旧・横浜生糸検査所、前述の超高層ビル開発の際に解体したのち復元活用された旧・帝蚕倉庫B・C号を残すのみで、他は全て解体撤去済みである（「北仲通地区#既存の建物の保存・活用・解体」も参照）。一方、本線を挟んで南側の区域は北仲通南地区と呼ばれており、UR都市機構による超高層オフィスビル「横浜アイランドタワー」と2020年完成の横浜市役所新庁舎がある。
沿線施設
本線は以下の建物・施設の前を通過している。 
※（ ）内の地区表記については「北仲通地区#地区別の開発概要」も参照
- 北仲通北第一公園/大和地所・住友不動産のA1・2地区複合ビル開発計画〈コンラッド横浜/ラ・トゥール横浜 (仮称) [注 15]〉（北A1・2地区 ※一部開発中）
- 横浜高速鉄道みなとみらい線馬車道駅
- 横浜市役所新庁舎/横浜アイランドタワー（南地区）
- YOKOHAMA KITANAKA KNOT〈ザ・タワー横浜北仲/オークウッドスイーツ横浜/KITANAKA BRICK&WHITE [注 16]〉（北A-4地区）
- 横浜第二合同庁舎（北C地区）
- あいおいニッセイ同和損保横浜ビル（南側）

ギャラリー

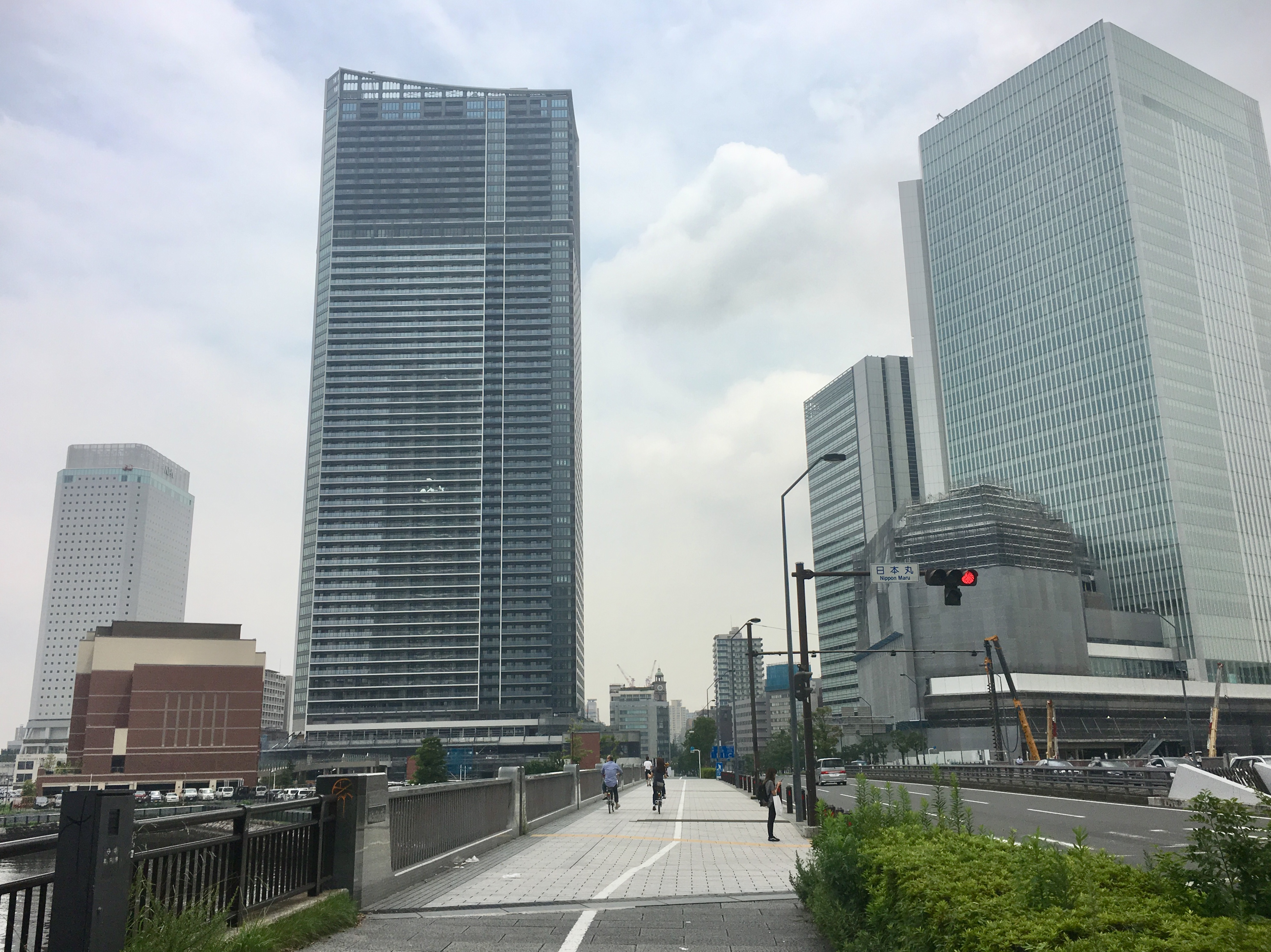
北仲橋手前より本線沿いで開発が進む北仲通地区方面を見る（※2019年7月撮影）
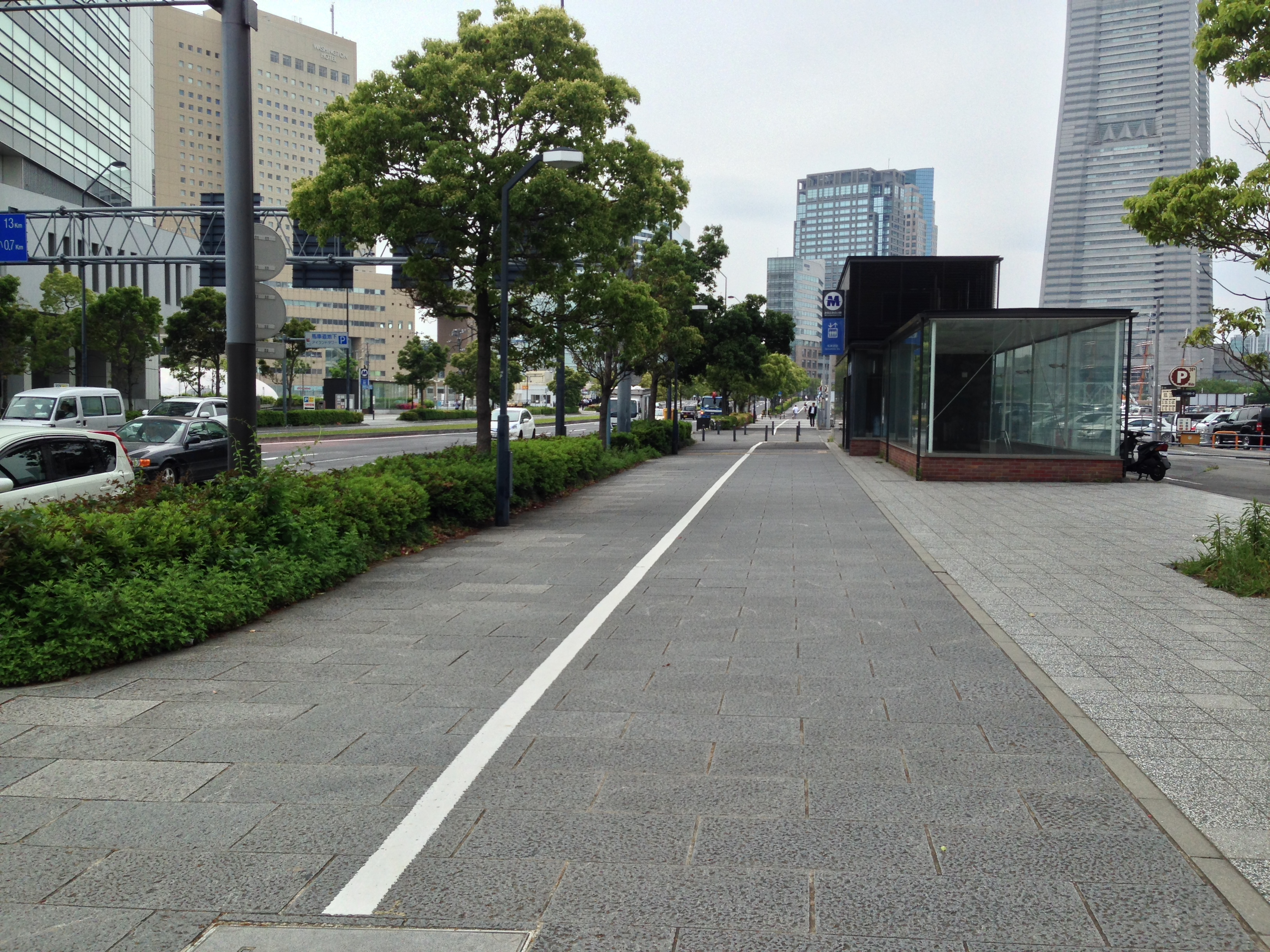
本線歩道にある馬車道駅の出入口（※2014年5月撮影）
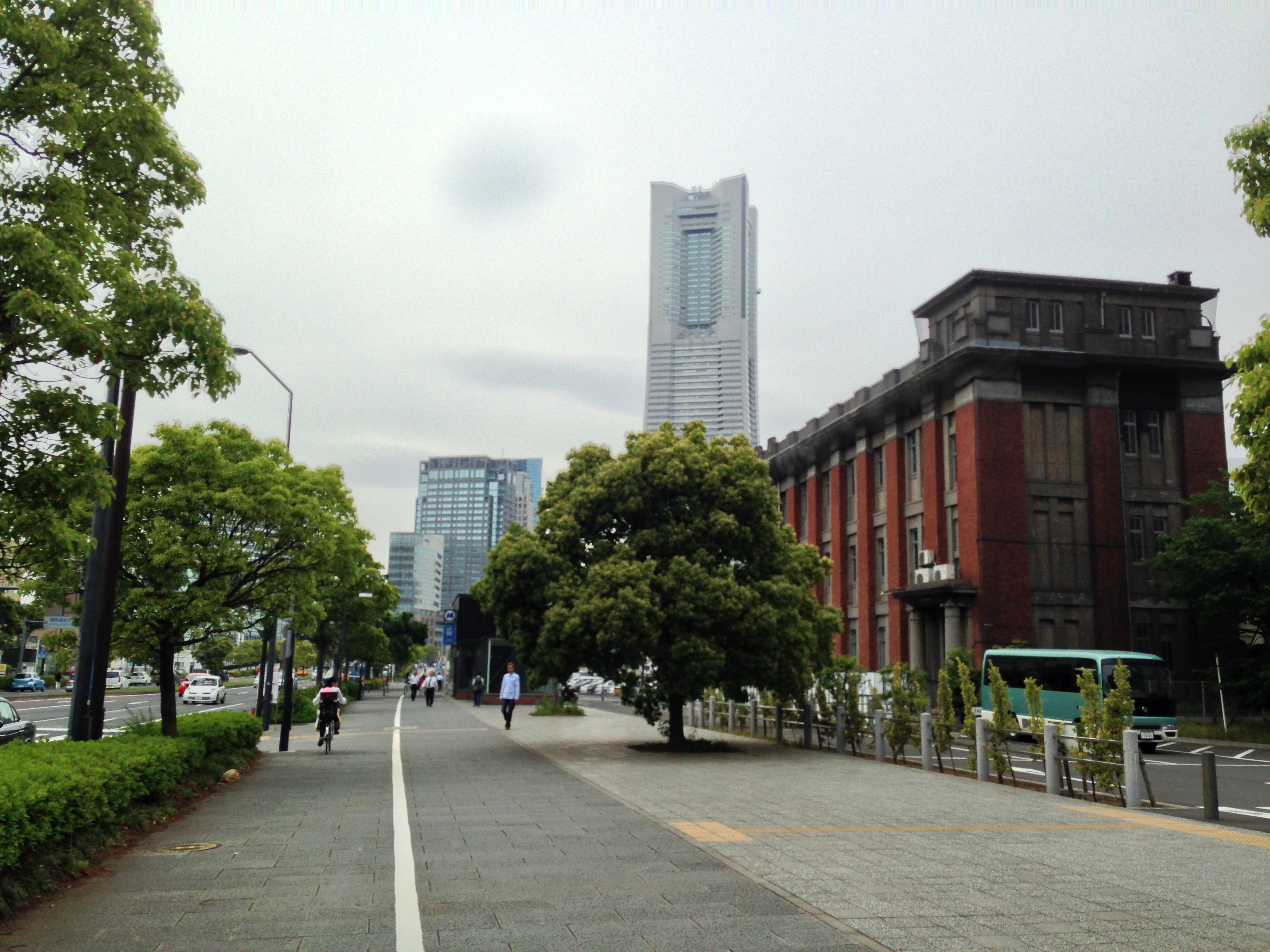
本線北側（画像では右側）にある旧帝蚕倉庫事務所（通称：北仲BRICK）（※2014年5月撮影）
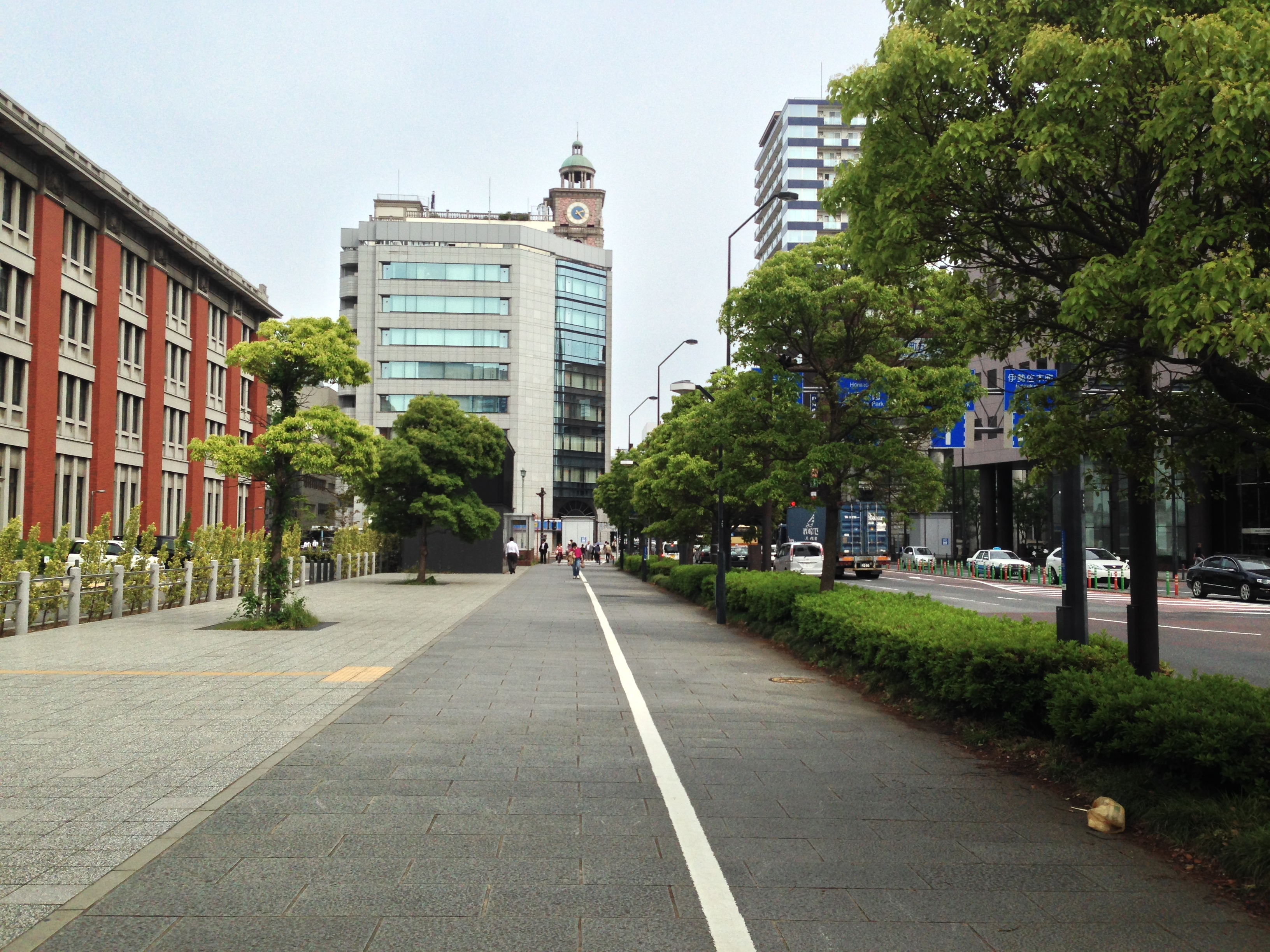
本線終点部北側（画像では左側）にある横浜第二合同庁舎（旧横浜生糸検査所）（※2014年5月撮影）
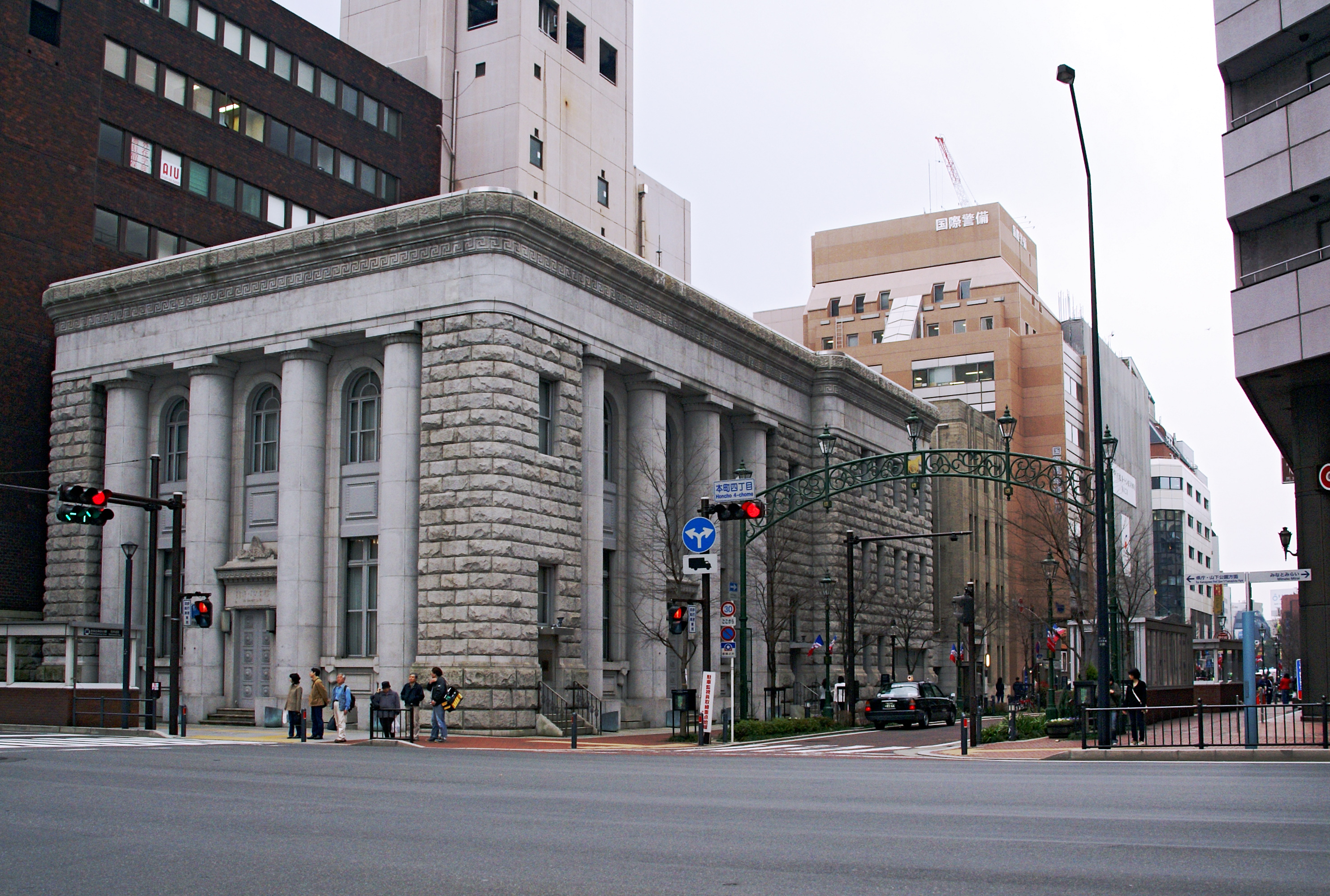
本町四丁目交差点（正面の白い建物は旧富士銀行横浜支店、正面右奥に続く緑のアーチ下の細い通りが馬車道）

## 通過する自治体
- 神奈川県
  - 横浜市
    - 神奈川区
    - 西区
    - 中区

## 沿革
- 1983年（昭和58年） - 事業開始[1]。
- 1985年（昭和60年） - ポートサイド地区内で「栄本町線」の都市計画が決定[3]。
- 1997年（平成9年） - 本線内のみなとみらい大橋および北仲橋（南側半分）が竣工・供用開始となり[6]、全線が暫定開通[注 17]。
- 2002年（平成14年） - 本線（全区間）が往復6車線道路として全面供用開始[1]。

## 整備計画

### 栄本町線支線1号
- 事業期間：未定
- 区間：みなとみらい大橋〜横浜駅東口出島地区（みなとみらい地区68街区）

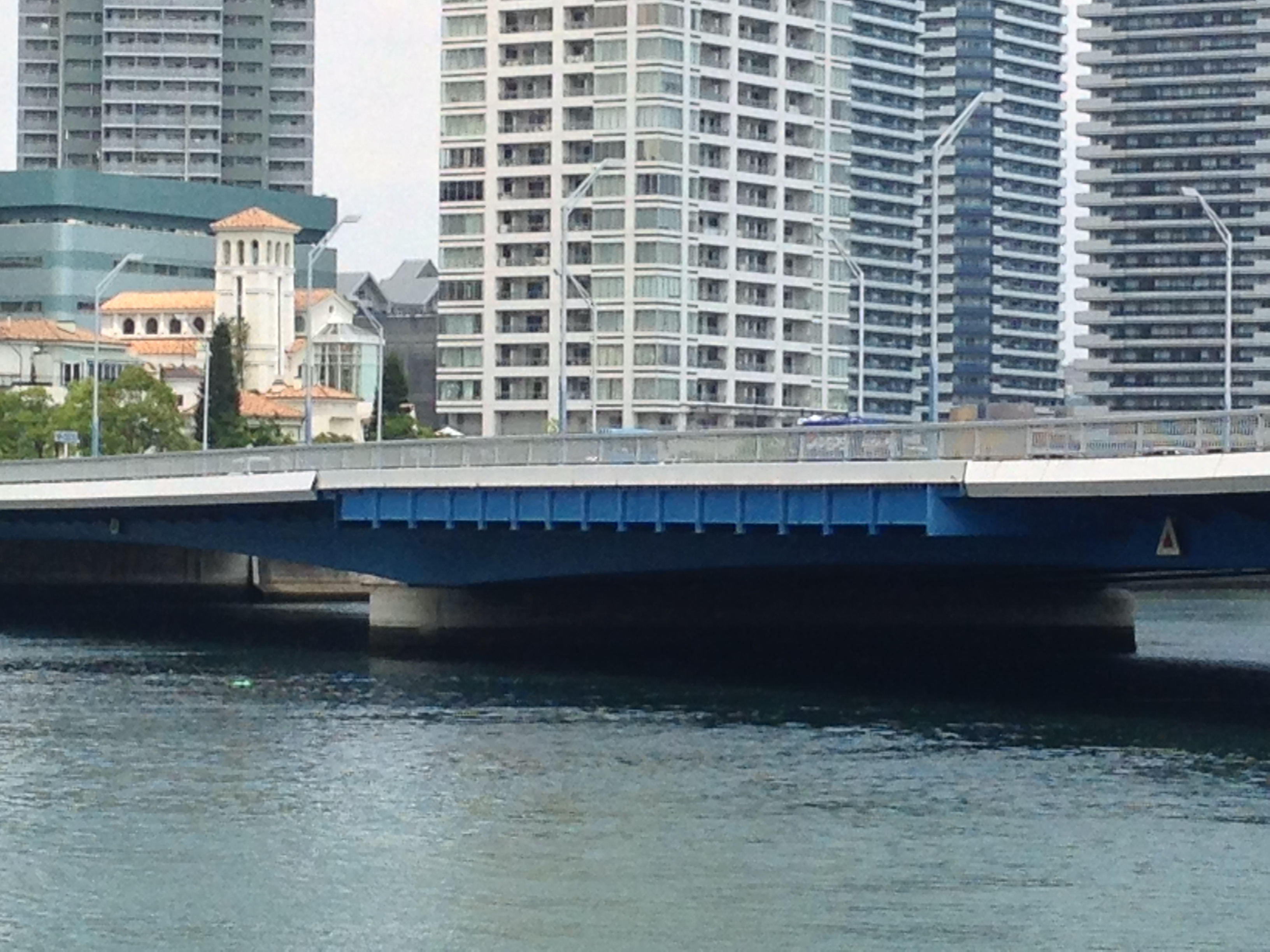
鉄骨むき出し部（※2014年5月撮影）

みなとみらい大橋の中央付近より分岐して、横浜新都市ビル（横浜そごう）や横浜スカイビルが所在している横浜駅東口出島地区（横浜駅東口臨海地区）方面と接続する「栄本町線支線1号」の計画がある。本計画に備えて、同橋の西側側面（中央付近）では架設当初より鉄骨がむき出しとなっている箇所がある。
なお出島地区と同橋の接続方法としては、同地区の東側を三角状に埋め立ててその上で支線1号と同橋をT字型に接続する案や埋め立ては行わずに橋梁によって接続する案がある。前者の案は本計画の策定時からのもので、エキサイトよこはま22（横浜駅周辺大改造計画）でも本計画および同地区における開発構想として扱われている。また、みなとみらい地区におけるマスタープランでも68街区海側の埋立（三角状）と同橋への接続道路が描かれている。
この他に本計画と平行して、横浜新都市ビルおよび横浜スカイビルの東側にある横浜市営バス駐車場（横浜市営バス西営業所跡地・旧国鉄横浜線横浜地下駅（仮称）計画地）一帯や前述の埋め立てで生じたスペースなどを利用し、出島地区を再開発する構想も出ている。出島地区の土地利用や基盤整備を促進するために、2008年7月には株式会社横浜スカイビル、横浜新都市センター株式会社、横浜市都市整備局、横浜市交通局の4者が「出島地区（横浜駅東口臨海地区）連絡協議会」を結成している。
ギャラリー（2014年5月撮影）

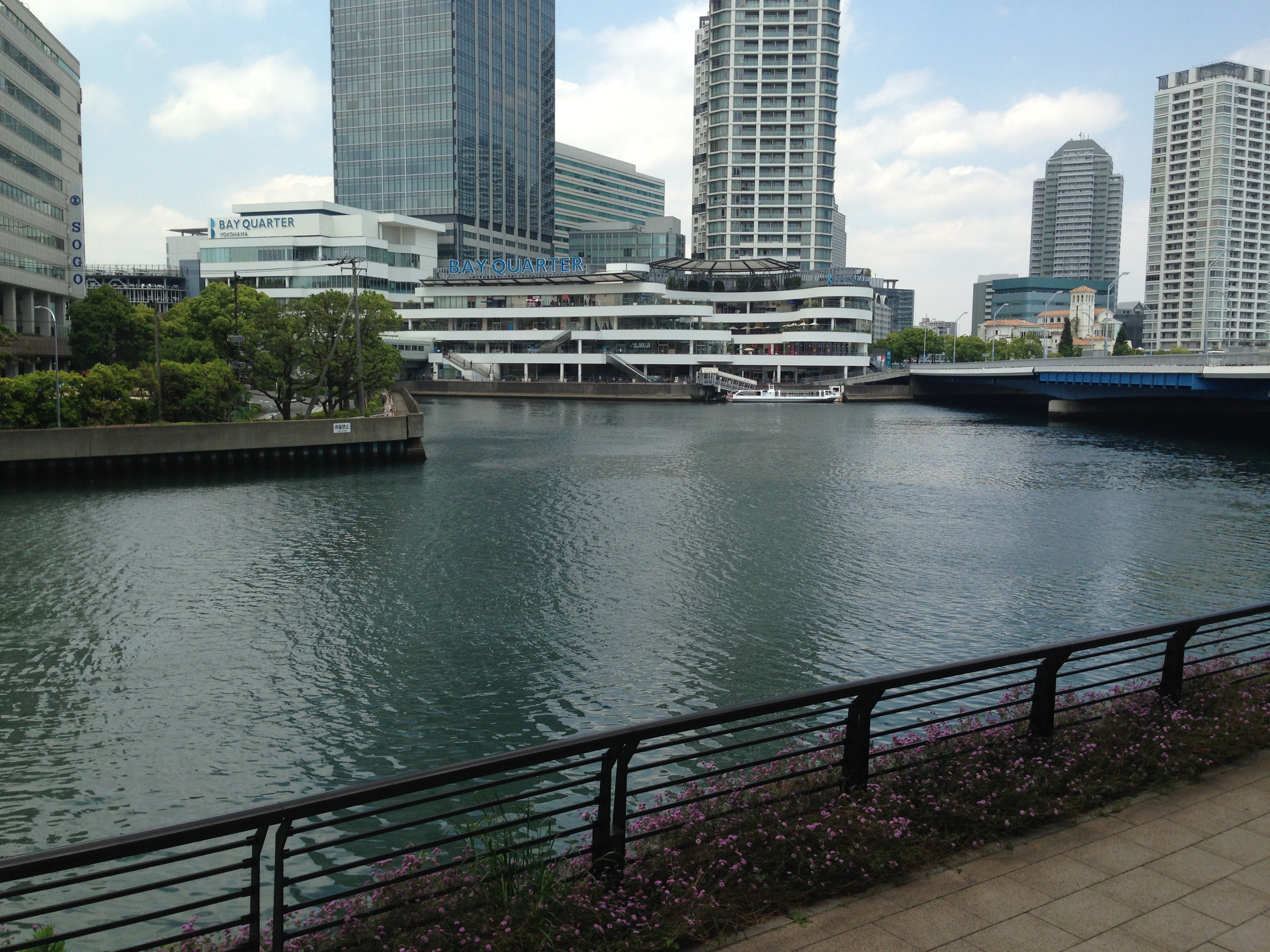
出島地区（左）とみなとみらい大橋（右）
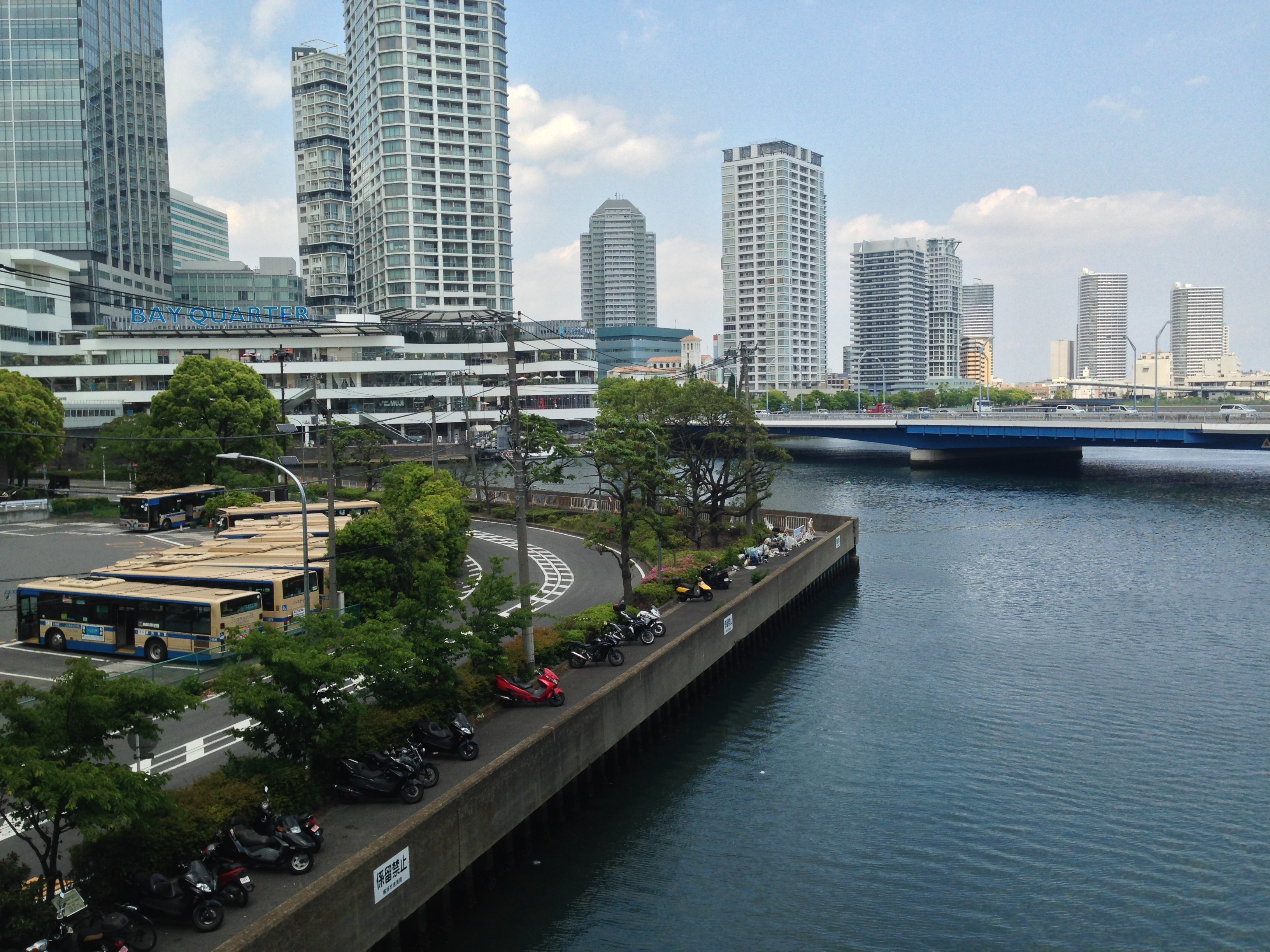
間の港湾部が埋立等により接続される
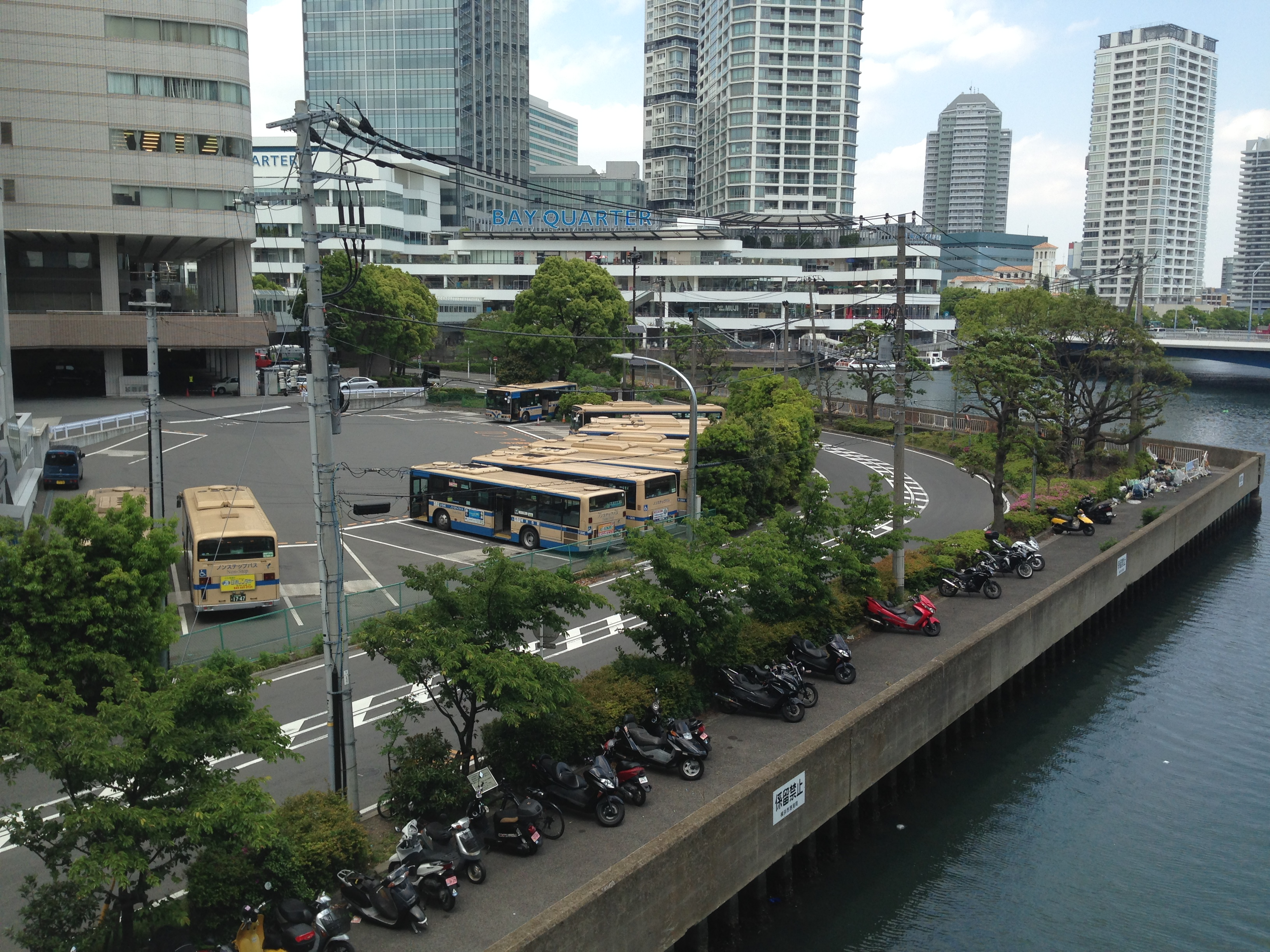
出島地区バス駐車場
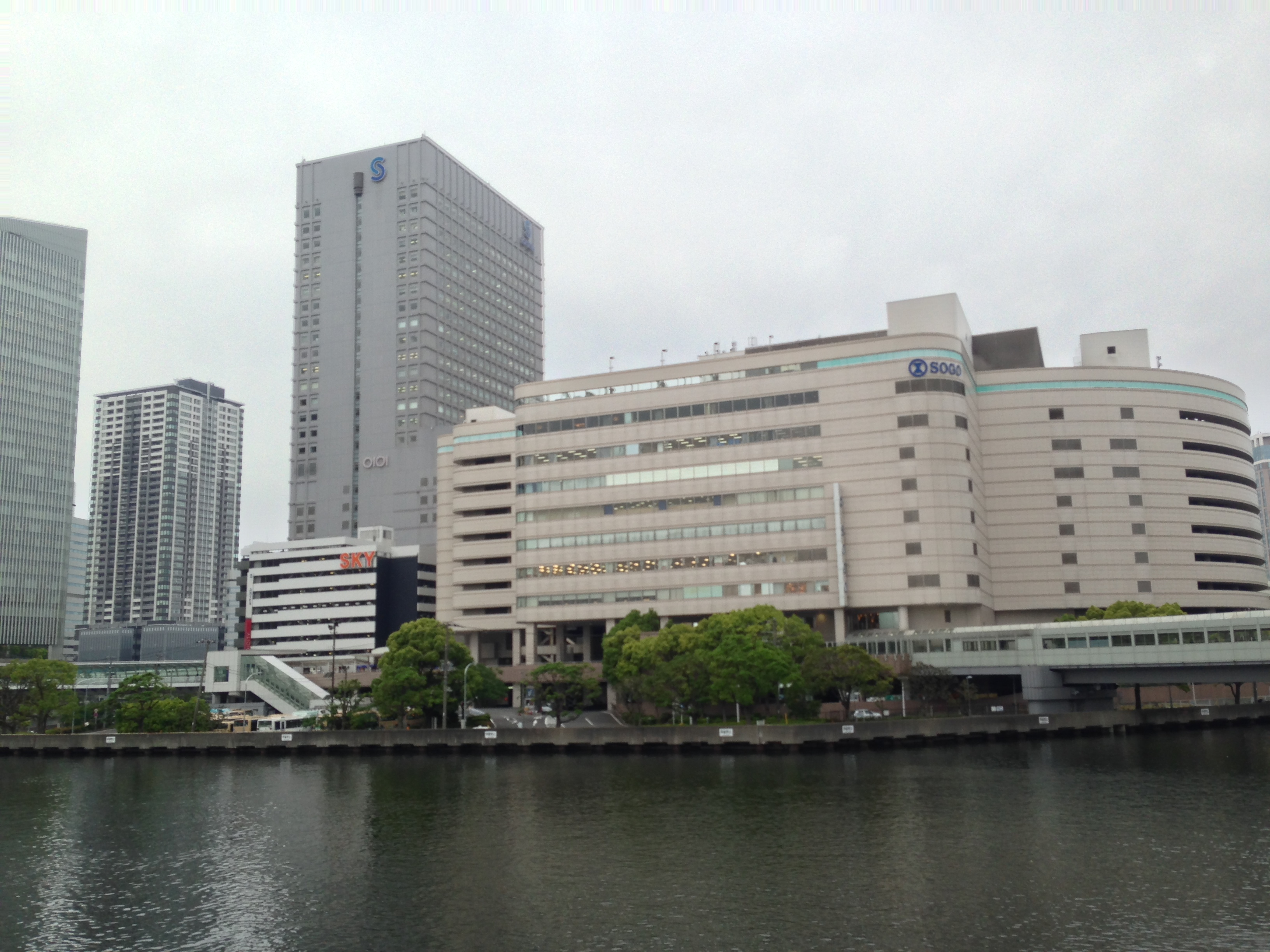
現在の出島地区（スカイビルとそごうが並ぶ）